# Woolwich
Woolwich is een historische stad en een wijk binnen de Londense Royal Borough of Greenwich, gelegen in het zuidoosten van de Britse metropool Groot-Londen. Woolwich is, evenals het nabije Greenwich, vooral bekend vanwege zijn militaire en maritieme geschiedenis. Woolwich wordt in het London Plan van 2015 aangemerkt als een major centre. Verwacht wordt dat het in de komende decennia zal uitgroeien tot een van de metropolitan centres van Londen.

## Ligging

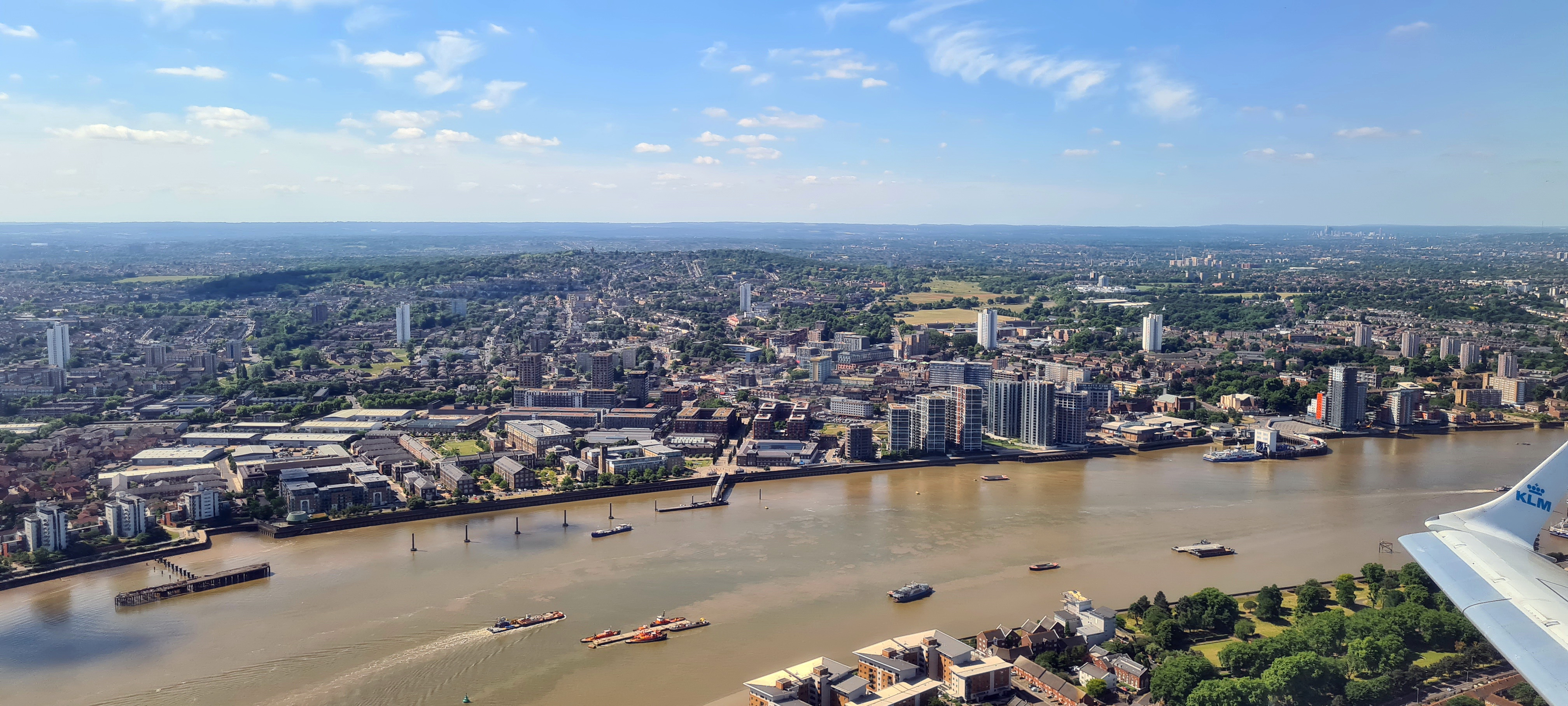
Zicht op Woolwich en Shooters Hill, 2022

Het centrum van Woolwich ligt ongeveer 13,7 km ten oosten van Charing Cross, het centrale meetpunt in Londen, op de zuidoever van de rivier de Theems. Aan de overkant van de rivier ligt North Woolwich in het oostelijk deel van de Docklands, de vroegere haven van Londen. Tegenwoordig ligt hier onder andere London City Airport. Ten westen van Woolwich bevinden zich het historische centrum van Greenwich en het dynamische Greenwich Peninsula, ten oosten liggen uitgestrekte woonwijken, zoals Thamesmead. Ten zuiden van Woolwich bevinden zich enkele grote natuurgebieden.
Woolwich ligt aan de voet van een 132 meter hoge heuvel, Shooters Hill, de op een na hoogste heuvel binnen Inner London. Het stadscentrum en het gebied Royal Arsenal zijn relatief vlak, met een maximaal hoogteverschil van 25 meter. Buiten het centrum zijn steile straten te vinden met hellingen van soms meer dan 15%.

## Demografie
Over de grenzen van Woolwich in het dichtbevolkte Zuidoost-Londen bestaat geen overeenstemming. De middeleeuwse parish Woolwich was kleiner dan de latere borough, maar groter dan de twee wards (kiesdistricten), die tegenwoordig de naam Woolwich dragen. Bevolkingsstatistieken in het Verenigd Koninkrijk zijn gebaseerd op censusgegevens per ward. Voor Woolwich worden hieronder de gegevens vermeld van de twee centrale wards, Woolwich Riverside en Woolwich Common, hoewel ook (delen van) de wards Shooters Hill, Glyndon, Plumstead en Thamesmead Moorings tot Woolwich gerekend zouden kunnen worden.

### Bevolkingssamenstelling: leeftijd, opleiding, werk en huisvesting
De twee centrale wards hadden in 2011 circa 36.620 inwoners. Van de totale bevolking was in 2011 30% jonger dan 20 jaar, 47% tussen de 20 en 44 jaar en 17% tussen de 45 en 64 jaar. Slechts 6% was boven de 65. Woolwich heeft dus een jonge bevolking. Ter vergelijking: het nabije Shooters Hill telde ruim het dubbele percentage 65-plussers.
Het werkloosheidspercentage lag in Woolwich decennialang boven de 10%, maar bij de volkstelling van 2011 bedroeg dit 5,9%. Wel was ongeveer 30% economisch inactief (studerend, werkend in het huishouden, mantelzorger, ziek, invalide of gepensioneerd). Ongeveer 25% van de bevolking in de twee centrale wards had in 2011 een uitkering (ter vergelijking: in heel Londen was dit 15%). Van de bevolking ouder dan 18 jaar had 31% een hogere opleiding; desondanks kon minder dan 8% tot het hoger personeel gerekend worden. In Woolwich Riverside, met daarin het relatief welvarende stadsdeel Royal Arsenal, lagen deze percentages iets hoger (respectievelijk 35% en 10%).
Van de woningvoorraad in Woolwich Riverside en Woolwich Common behoorde in 2011 ongeveer de helft tot de categorie affordable (sociale huur en shared ownership). In Greenwich borough was dit 35%; in heel Londen 25%.

### Etnische en religieuze achtergrond

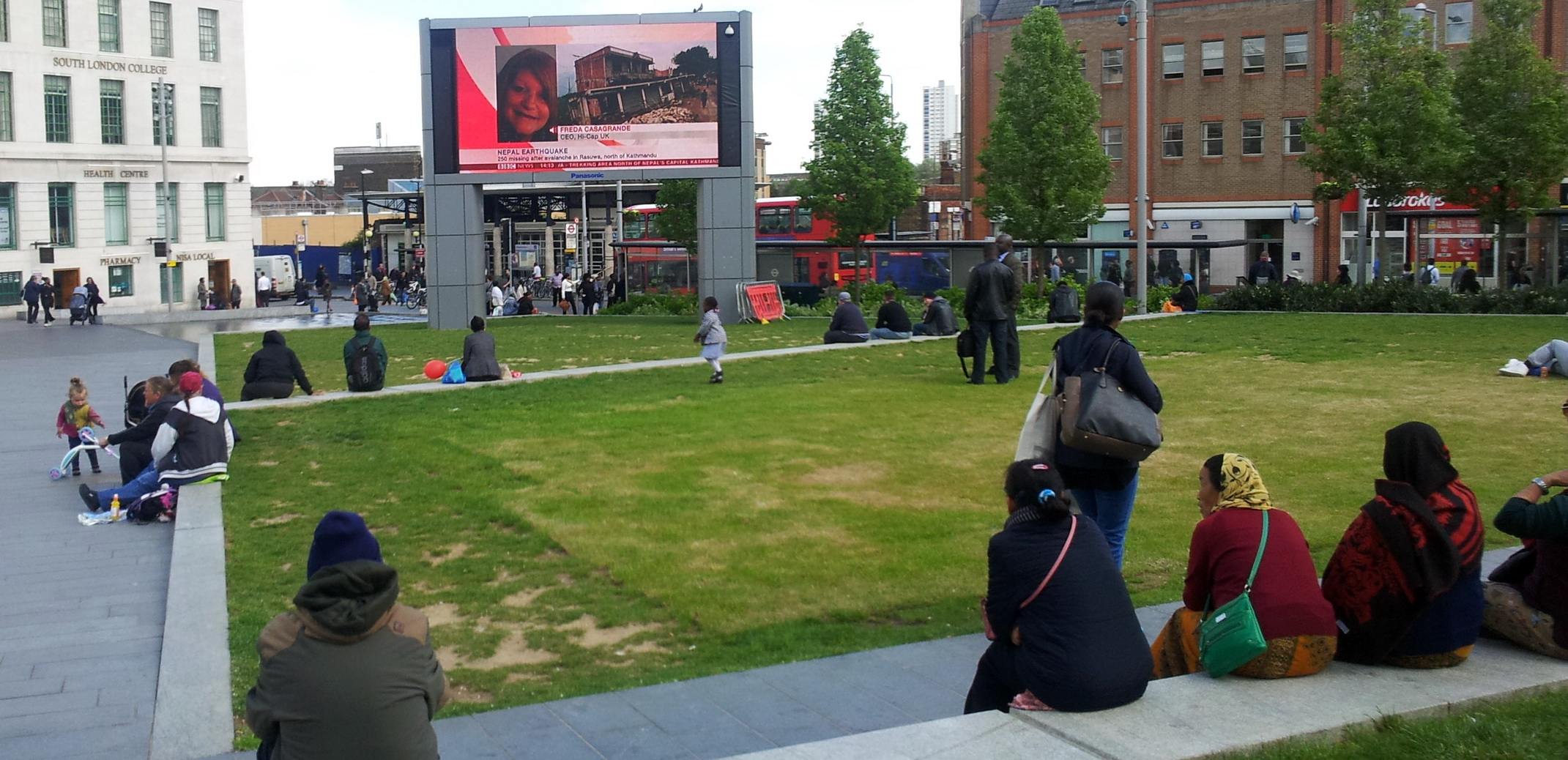
Etnische diversiteit op het centrale plein van Woolwich

In het laatste kwart van de 20e eeuw veranderde de bevolkingssamenstelling sterk door immigratie, aanvankelijk vooral van sikhs en hindoes uit het Indisch subcontinent, vanaf circa 1985 voornamelijk van Nigerianen en andere West-Afrikanen. In 2011 gaf ruim 40% van de bevolking van Woolwich Riverside en Woolwich Common aan buiten het Verenigd Koninkrijk te zijn geboren. 13% verbleef er nog maar korter dan 5 jaar, terwijl 17% er al langer dan 10 jaar woonde. Bijna 47% van de bevolking had een blanke huidskleur, 30% was zwart, 15% Aziatisch en 8% was Arabisch of van gemengd ras. In Shooters Hill, met relatief veel eengezins- en koopwoningen, was in 2011 67% blank, 16% zwart en 10% Aziatisch.
In de 19e en 20e eeuw stond de arbeidersbevolking van Woolwich bekend als merendeels onkerkelijk (in 1960 ca. 99%!). Door de immigratie is de kerkelijke situatie sterk veranderd, waarbij de traditionele kerken in Woolwich (nog meer) terrein verloren, terwijl de evangelische kerken sterk groeiden. In 2011 beschouwde 77% van de bevolking zichzelf als religieus, waarvan christenen met 50% de grootste groep vormden, gevolgd door moslims (12%), hindoes (4%), boeddhisten en sikhs (beide 2%). Illustratief voor deze ontwikkeling is dat de twee grootste bioscopen van Woolwich tegenwoordig pinkstergemeenten huisvesten. Een grote methodistenkerk werd al eind jaren zeventig verbouwd tot gurdwara.

## Geschiedenis

### Etymologie
De naam Woolwich is mogelijk afgeleid van het Oudsaksische Hulviz, wat "riviernederzetting" zou betekenen. Een andere verklaring duidt op een handelsnederzetting waar wol werd verhandeld. Het achtervoegsel -wick of -wich (Nederlands: wijk) is afgeleid van het Latijnse woord vicus.

### Vroege ontwikkeling

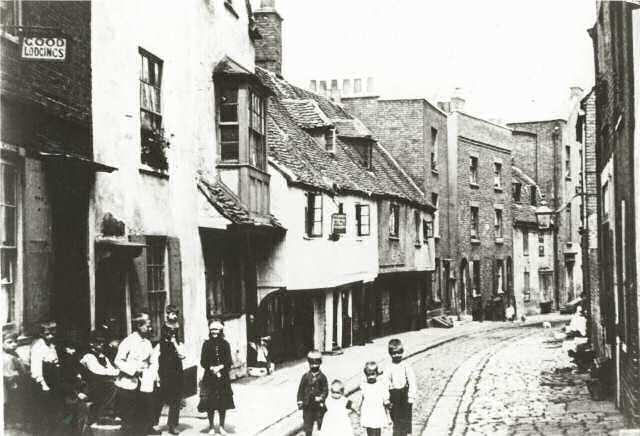
Straat in oud-Woolwich, gesloopt eind 19e eeuw

Al vóór de komst van de Romeinen lag hier een Keltisch castellum aan de Theems. In 2015 werd vlak bij de rivier een Angelsaksische begraafplaats met 76 skeletten uit de late 7e of vroege 8e eeuw ontdekt, waarbij de afwezigheid van grafgiften duidde op een vroegchristelijke nederzetting. Vanaf de 10e eeuw is Woolwich enkele eeuwen in bezit van de Sint-Pietersabdij in Gent, wellicht na een schenking van Ælfthryth van Wessex, dochter van Alfred de Grote en echtgenote van graaf Boudewijn II van Vlaanderen. In het Domesday Book uit 1086 komt een plaats "Wlewic" voor, wellicht Woolwich. In 1236 verdronken velen bij overstromingen. In 1308 wordt voor het eerst melding gemaakt van de Woolwich Ferry.
In de middeleeuwen was "Woolwich St Mary" een bescheiden nederzetting aan de rivier, met enkele honderden inwoners. Woolwich vormde een zelfstandige parish binnen het graafschap Kent. Het aan de overkant van de rivier gelegen North Woolwich behoorde eveneens tot de parish, een enclave binnen het graafschap Essex. De op een hoogte gelegen middeleeuwse parochiekerk van St Mary Magdalene werd in 1727-39 iets zuidelijker herbouwd. Vanaf de late 18e eeuw verplaatste het centrum zich zuidwaarts naar de huidige, hoger gelegen locatie. Van de vroeg-stedelijke nederzetting langs de rivier is niets bewaard gebleven.

### Militaire voorraadschuur van het Britse Rijk

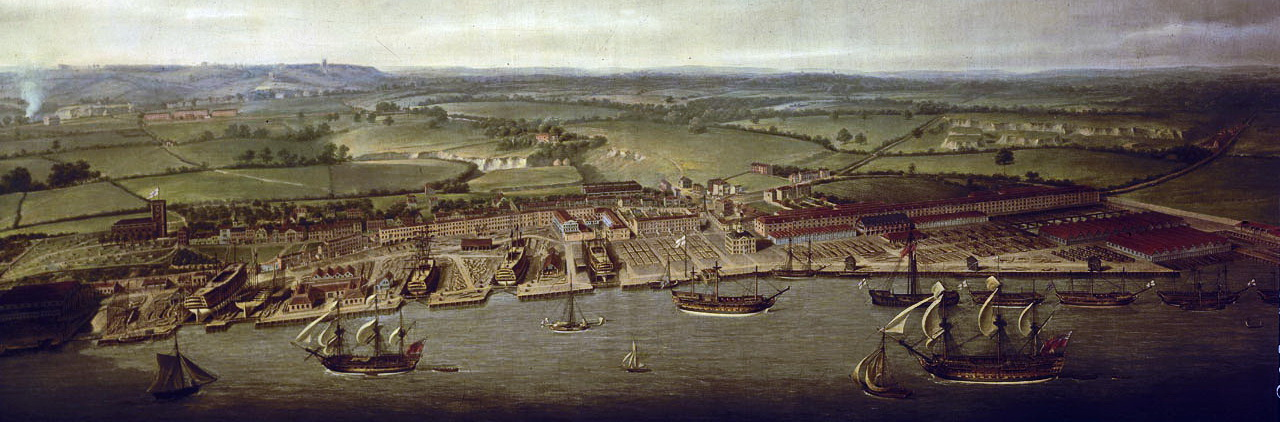
Woolwich Dockyard in 1790

Begin 16e eeuw vestigde koning Hendrik VIII in Woolwich een marinewerf, de Woolwich Dockyard. Hier werden tot eind 19e eeuw enkele van de grootste en meest roemruchte Engelse oorlogsschepen gebouwd. In deze werf is tevens de alom bekende HMS Beagle gebouwd, het zeilschip dat de Britse natuurwetenschapper Charles Darwin gebruikte voor zijn wereldberoemde reis. In de nabijheid van de werf lagen in de 16e eeuw verschillende militaire toeleveringsbedrijven, waaronder een geweerfabriek en een lijnbaan, de Royal Rope Yard. In de late 17e eeuw vestigde zich hier het Royal Arsenal, het koninklijk arsenaal, dat zou uitgroeien tot de belangrijkste werkgever in Woolwich en omgeving. In de 18e eeuw kwamen daar de Royal Military Academy en de Royal Artillery Barracks bij; in de 19e eeuw een reeks kazernes (de Royal Marines Barracks – of Red Barracks, de Cambridge Barracks, de Royal Engineers Barracks en de Grand Depot Barracks) en ten slotte in 1865 het Royal Herbert Hospital, een groot militair ziekenhuis op Shooters Hill. Met de gestage uitbreiding van het Britse Rijk dijde ook de militaire bedrijvigheid in Woolwich sterk uit. Vooral in oorlogstijd was er veel vraag naar arbeiders. Omstreeks 1914 werkten er bij Royal Arsenal circa 75.000 mensen.

### Stadsuitbreiding

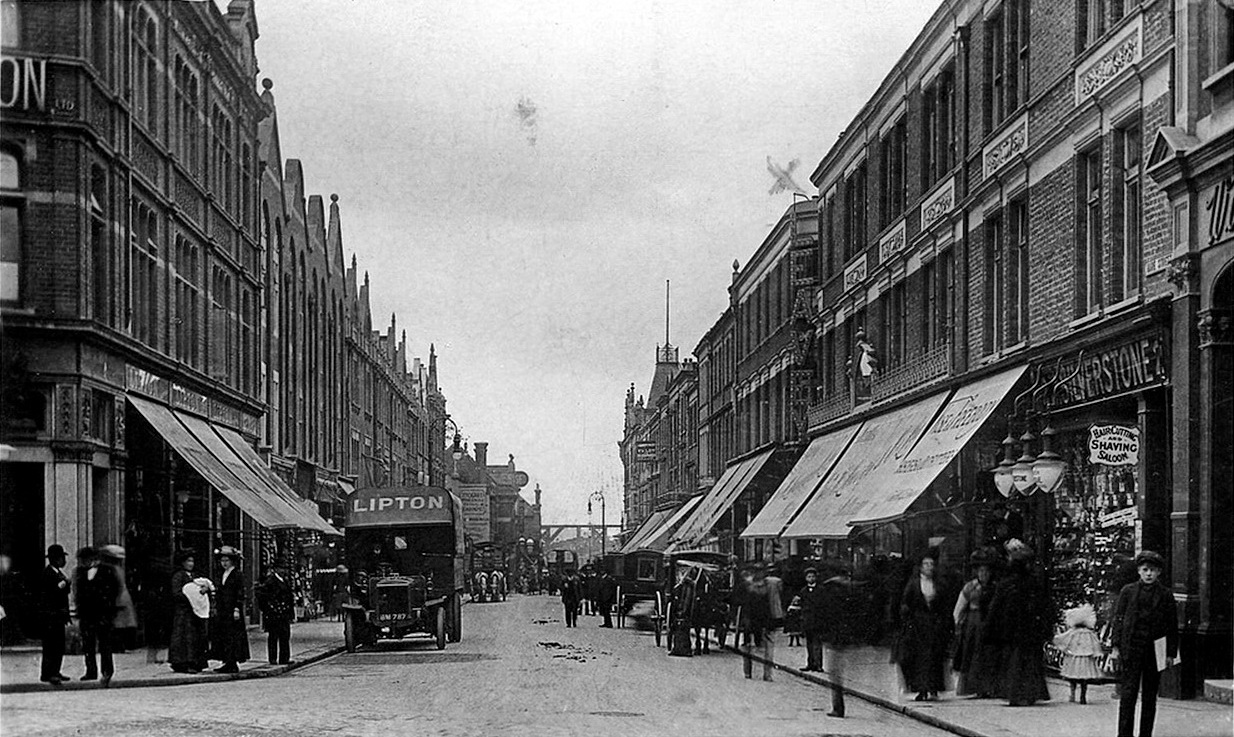
Hare Street in 1911

Door de militaire aanwezigheid ontwikkelde Woolwich zich vanaf de 17e eeuw geleidelijk tot een stedelijke nederzetting. Rond 1720 zou het stadje al 6500 inwoners hebben gehad, waarmee het tot de twintig grootste plaatsen in Engeland behoorde. Tussen 1801 en 1861 verviervoudigde de bevolking van de parish van bijna 10.000 tot ruim 40.000. In 1849 werd Woolwich door de North Kent Railway verbonden met Londen en andere plaatsen in Kent. Daarna breidde de plaats zich in versneld tempo uit in de richting van omliggende dorpen als Charlton en Plumstead. Dicht bij de rivier verrees de ene na de andere arbeiderswijk; op de helling van Shooters Hill bouwden fabrieksdirecteuren en hoge militairen hun villa's en herenhuizen. In het begin van de 20e eeuw werden uitbreidingen gerealiseerd in Eltham, omdat in Woolwich geen ruimte meer was. Ook North Woolwich op de noordelijke Theemsoever ontwikkelde zich snel. In 1895 werd het gebied overgeheveld van Kent naar het graafschap Londen, thans de regio Groot-Londen. Vanaf 1900 vormden Woolwich, Plumstead en Eltham de Metropolitan Borough of Woolwich. Deze borough fuseerde in 1965 met Greenwich, vanaf 2012 Royal Borough of Greenwich geheten.

### Stedelijk verval

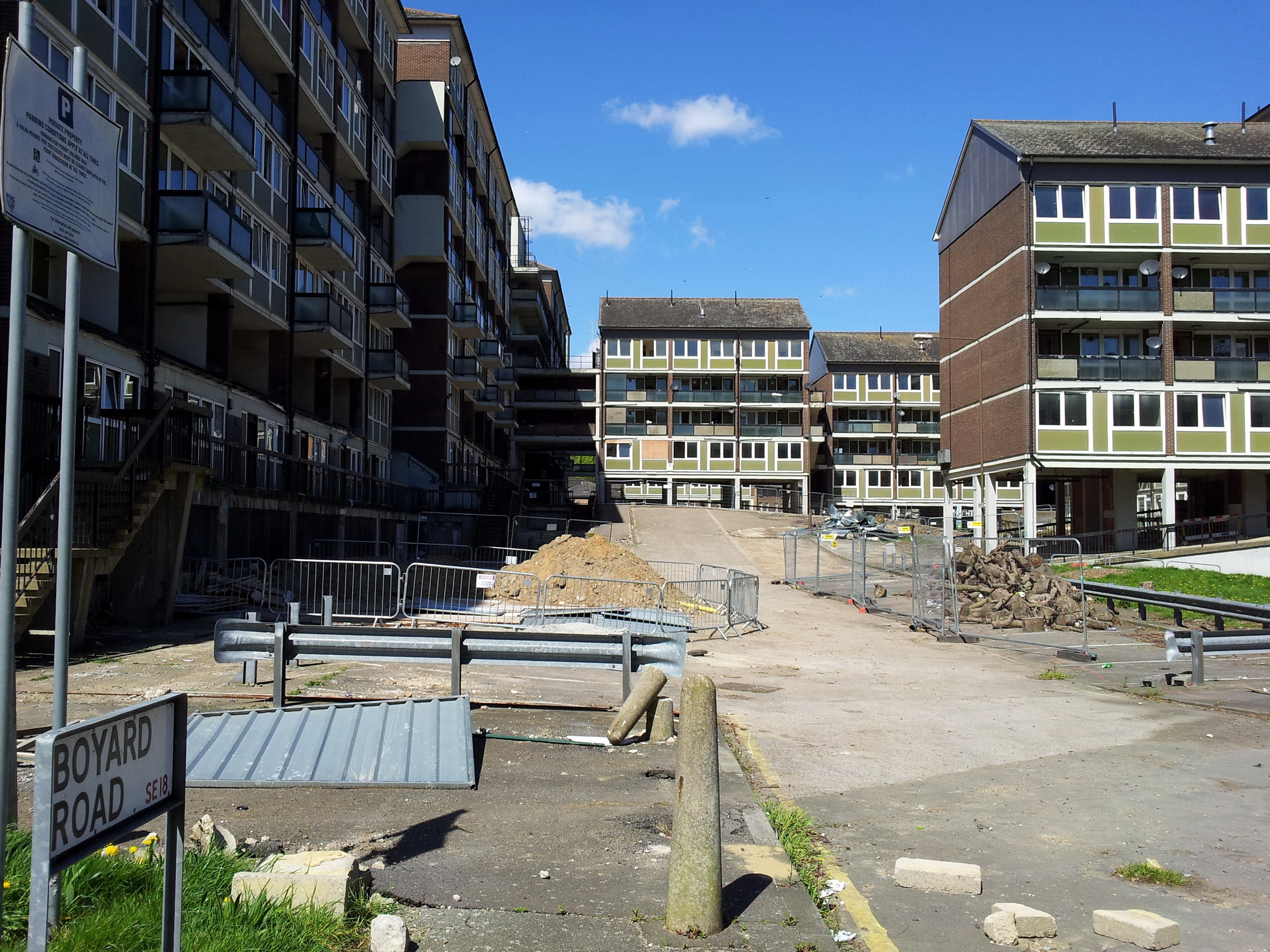
Sloop Connaught Estate, 2015

In de loop van de 20e eeuw liep de werkgelegenheid bij Royal Arsenal en andere militaire bedrijven en instanties gestaag terug. Met name de sluiting van de Royal Ordnance fabriek in 1967 en de Siemensfabriek een jaar later (6000 banen), luidde een periode van economische achteruitgang in. De werkloosheid liep snel op en de komst van grote groepen immigranten riep spanningen op. In de jaren 1960 en 70 werden veel 19e-eeuwse arbeiderswijken in Woolwich vervangen door grootschalige flatgebouwen of laagbouwwijken met goedkope huurwoningen ("estates"), die later – mede door gebrek aan toezicht en slecht onderhoud – broeinesten van stedelijk verval werden. Ondanks immigratie en pogingen tot stedelijke vernieuwing slonk het inwonertal van de voormalige parish tot circa 17.000 in 1971. De achteruitgang was het meest zichtbaar in Powis Street, de belangrijkste winkelstraat van Woolwich, waar in de jaren 1970 en 80 vier warenhuizen verdwenen. In 1974 werd in Woolwich de eerste McDonald's van Groot-Brittannië geopend, omdat het in die tijd gezien werd als een doorsnee Engelse stad. In hetzelfde jaar vond in een pub vlak bij een kazerne een bomaanslag door de IRA plaats, waarbij twee doden vielen. In 1981 vond opnieuw een IRA-aanslag plaats op het garnizoen. In 2011 was Woolwich, net als andere wijken in Londen en elders, het toneel van rellen. In 2013 vond een derde aanslag plaats, deze keer door twee moslim-extremisten, die een militair vermoordden.

### Regeneratie

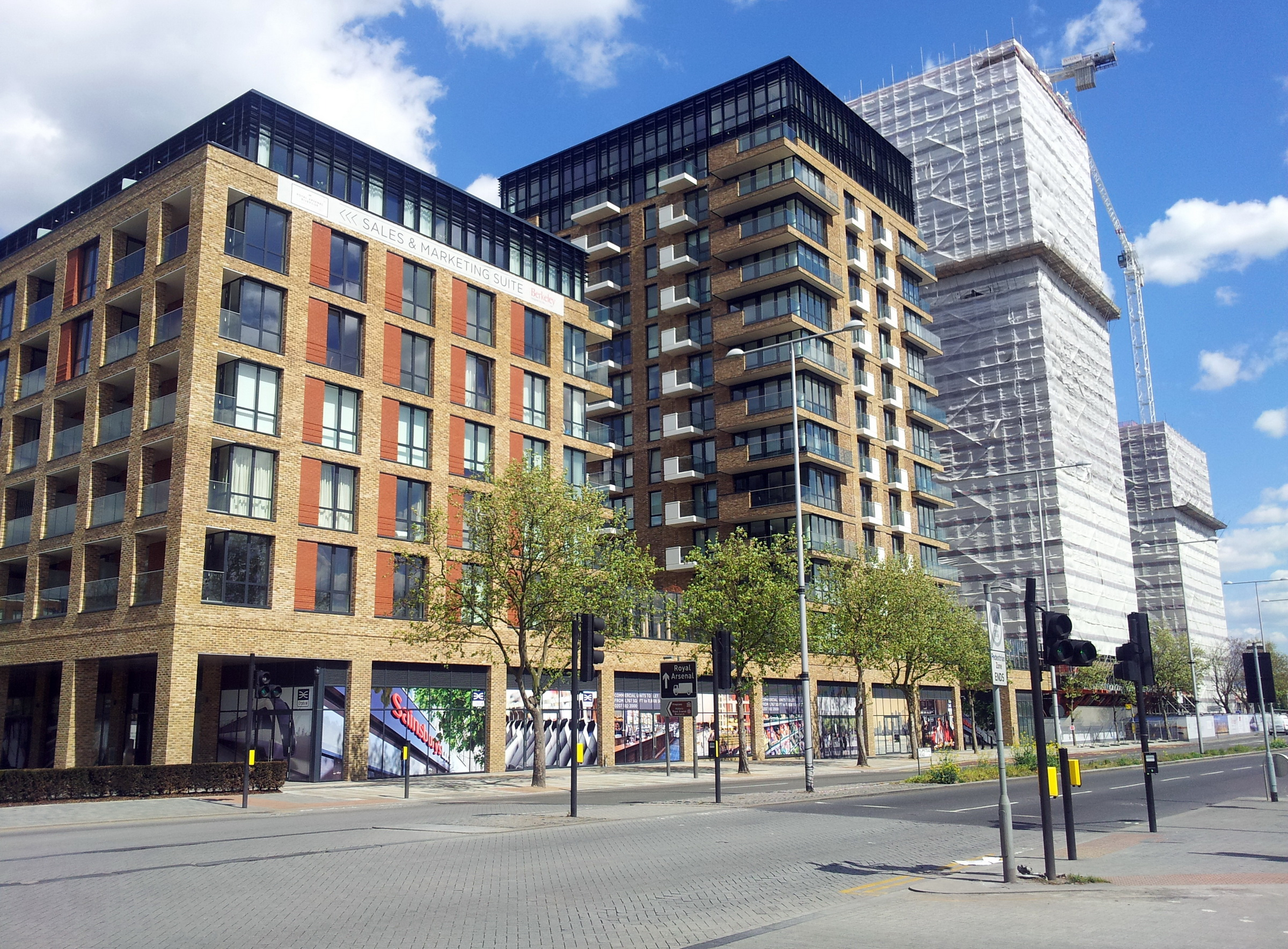
Vastgoedontwikkeling bij het nieuwe Crossrail Station Woolwich

Sinds eind jaren 1990 wordt het westelijk deel van het Royal Arsenal terrein (ca. 30 ha) ontwikkeld tot nieuw woon- en werkgebied met een toeristische nevenfunctie. Ook andere militaire gebouwen zijn deels bewaard gebleven en vormen tegenwoordig de kern van het historische erfgoed van de stad. De Royal Military Academy, het Royal Herbert Hospital en Connaught Barracks zijn verbouwd tot appartementencomplexen. Vooruitlopend op de komst van de Docklands Light Railway (in 2009) en Crossrail/Elizabeth line (voorzien in 2018, maar daadwerkelijk geopend in 2022) gingen tal van bouwprojecten van start gegaan. Verwacht werd dat de bevolking van Woolwich Riverside tussen 2013 en 2026 zou verdubbelen. Onderdeel van de "regeneratie" is de sloop en vervanging door nieuwbouw van drie housing estates nabij het centrum.

## Bezienswaardigheden

### Woolwich-Centrum

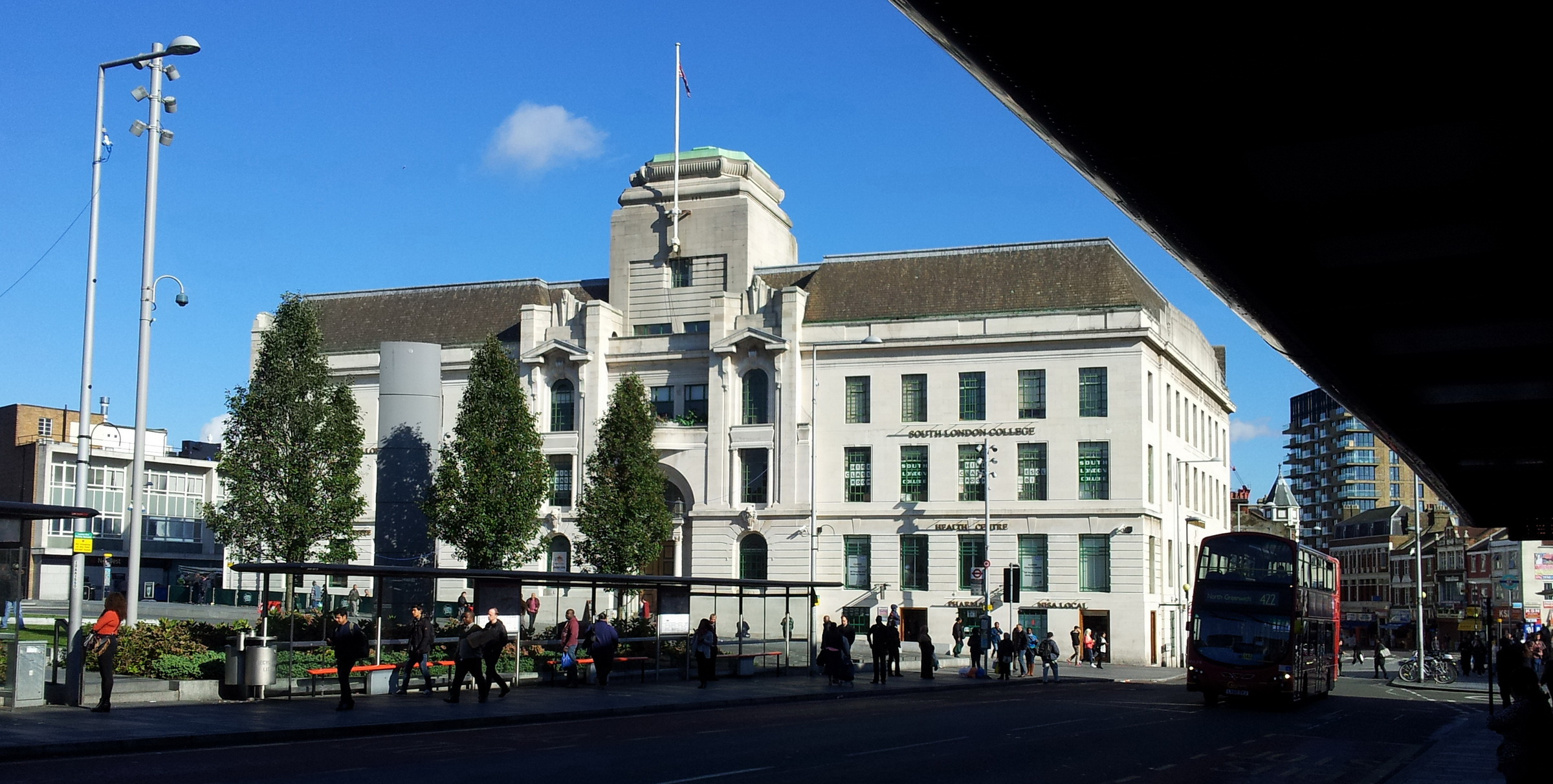
Woolwich Equitable gebouw

Het centrum van Woolwich is de grootste stedelijke kern in de Royal Borough of Greenwich. Hoewel het stadscentrum in de naoorlogse periode sterk te lijden heeft gehad van de economische teruggang en een reeks ongelukkige infrastructurele ingrepen, is het stedelijk weefsel nog redelijk intact. Met name het zogenaamde Bathway Quarter rondom Bathway en Polytechnic Street is een relatief ongeschonden gebied met fraaie voorbeelden van victoriaanse architectuur, waaronder het oude en nieuwe stadhuis van Woolwich, de voormalige politie- en gerechtsgebouwen, de voormalige bibliotheek, de gebouwen van het Woolwich Polytechnic College en een oud badhuis. Andere bijzondere gebouwen in het centrale deel van de plaats zijn: de 18e-eeuwse kerk van St Mary Magdalene, de neogotische kerk van St Peter (een onvoltooid gebleven ontwerp van Pugin), het Royal Arsenal Gatehouse, het Woolwich Equitable gebouw, de gebouwen van Woolwich Co-op in Powis Street (waaronder één in art-decostijl) en twee voormalige bioscoopgebouwen uit de jaren 1930 (één in art deco, de ander met een weelderig neogotisch interieur).

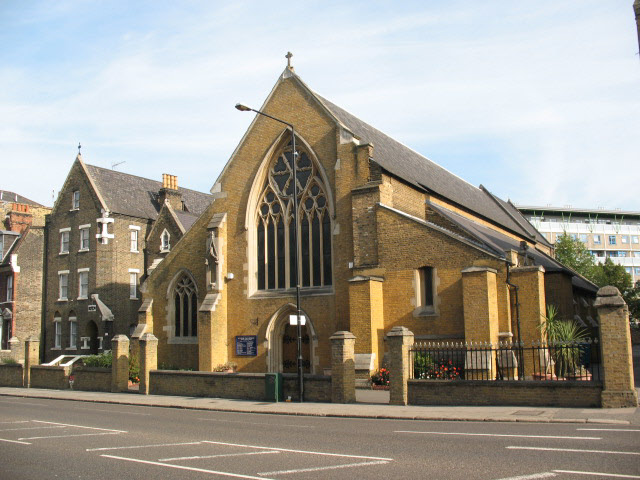
RK kerk St Peter's
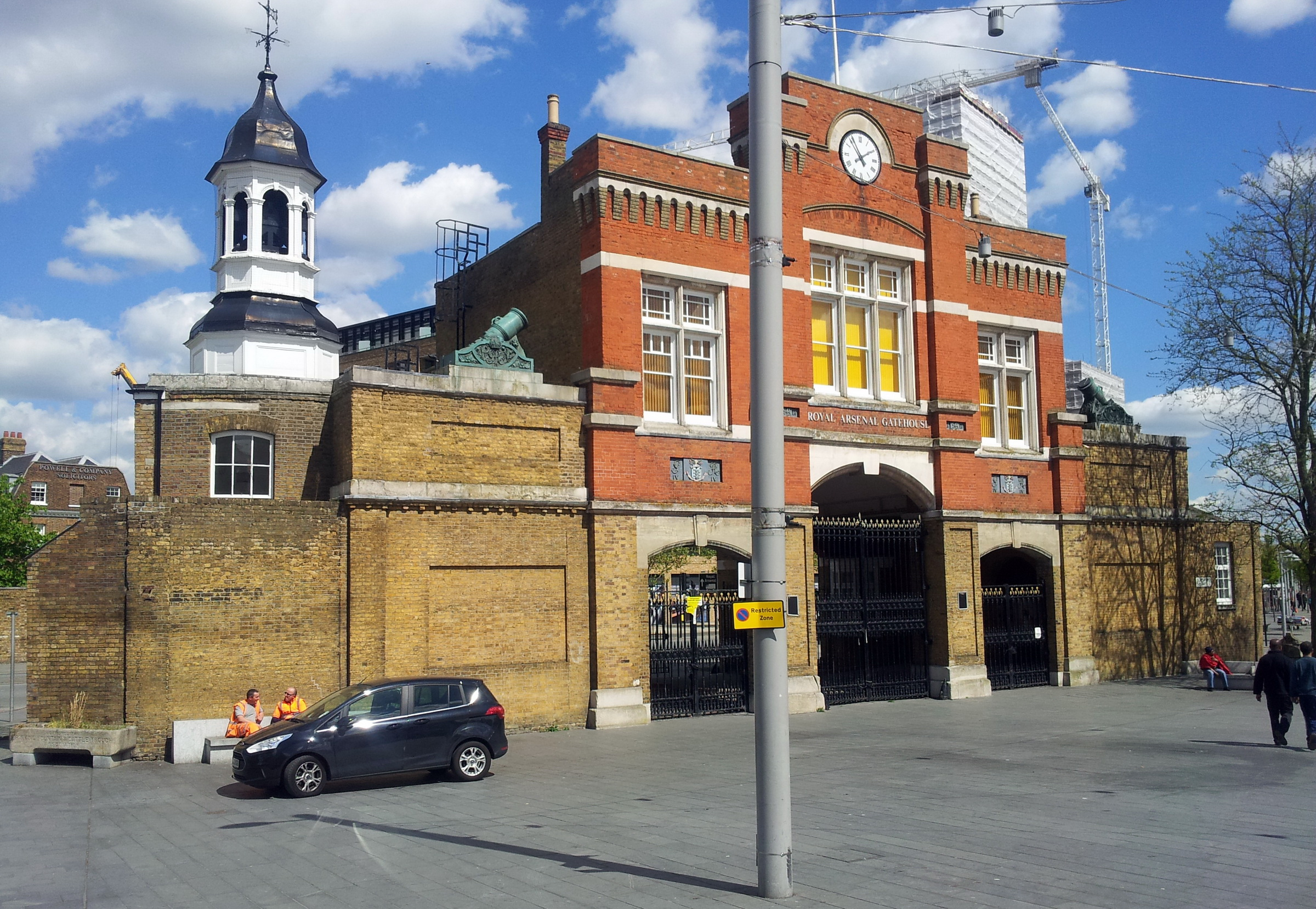
Royal Arsenal Gatehouse
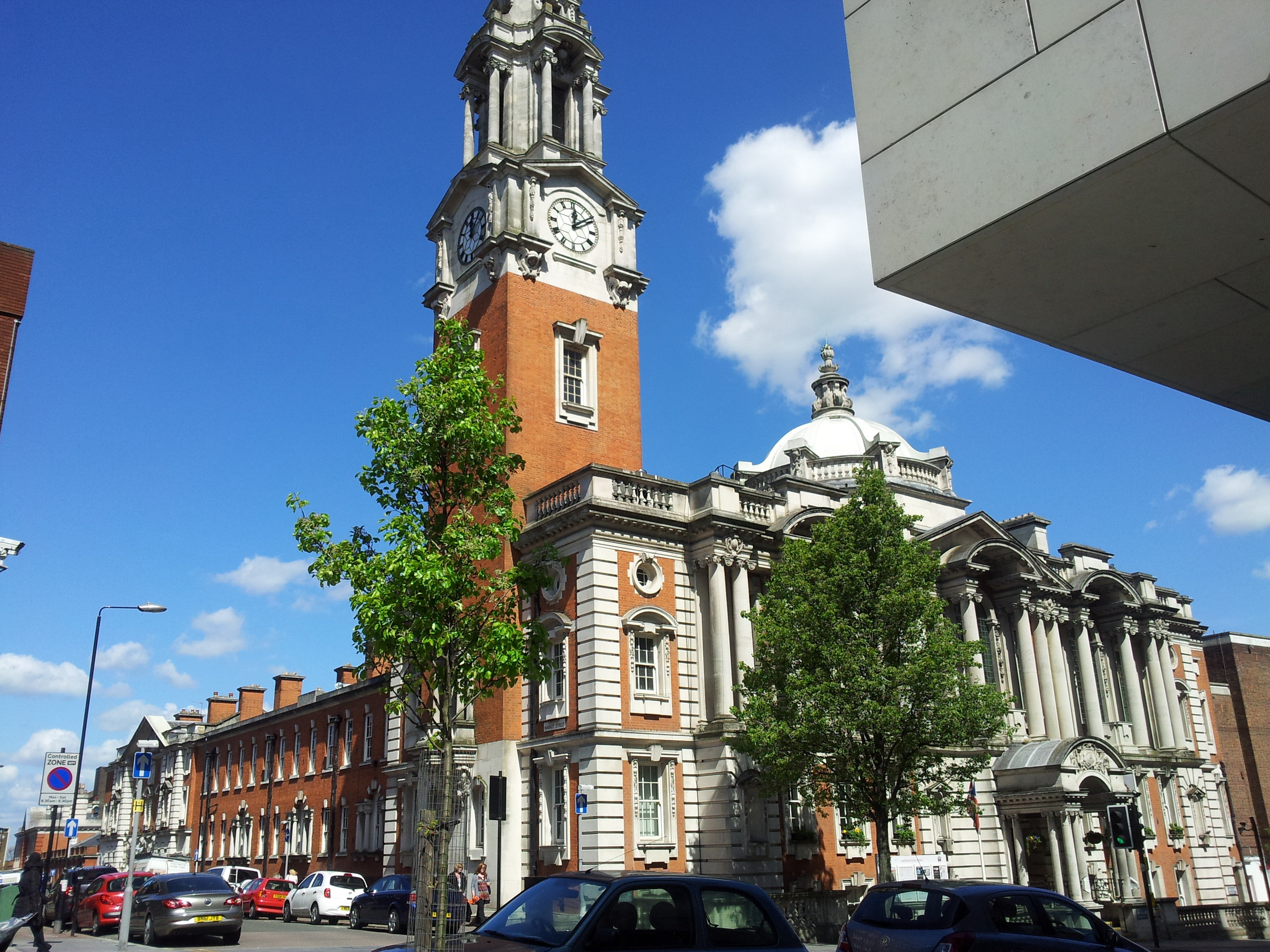
Woolwich Town Hall
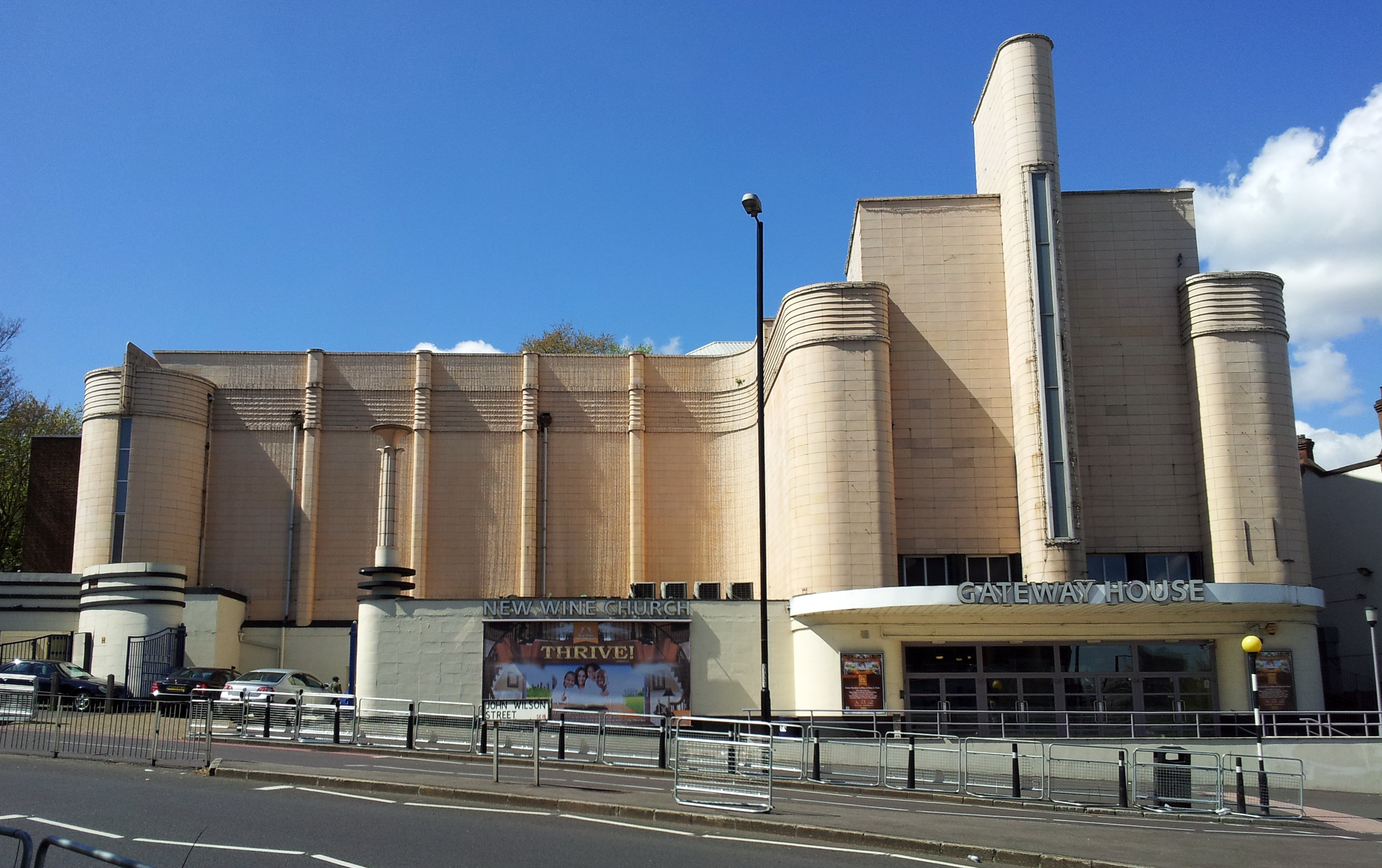
Art deco bioscoop

### Rivierfront en Royal Arsenal

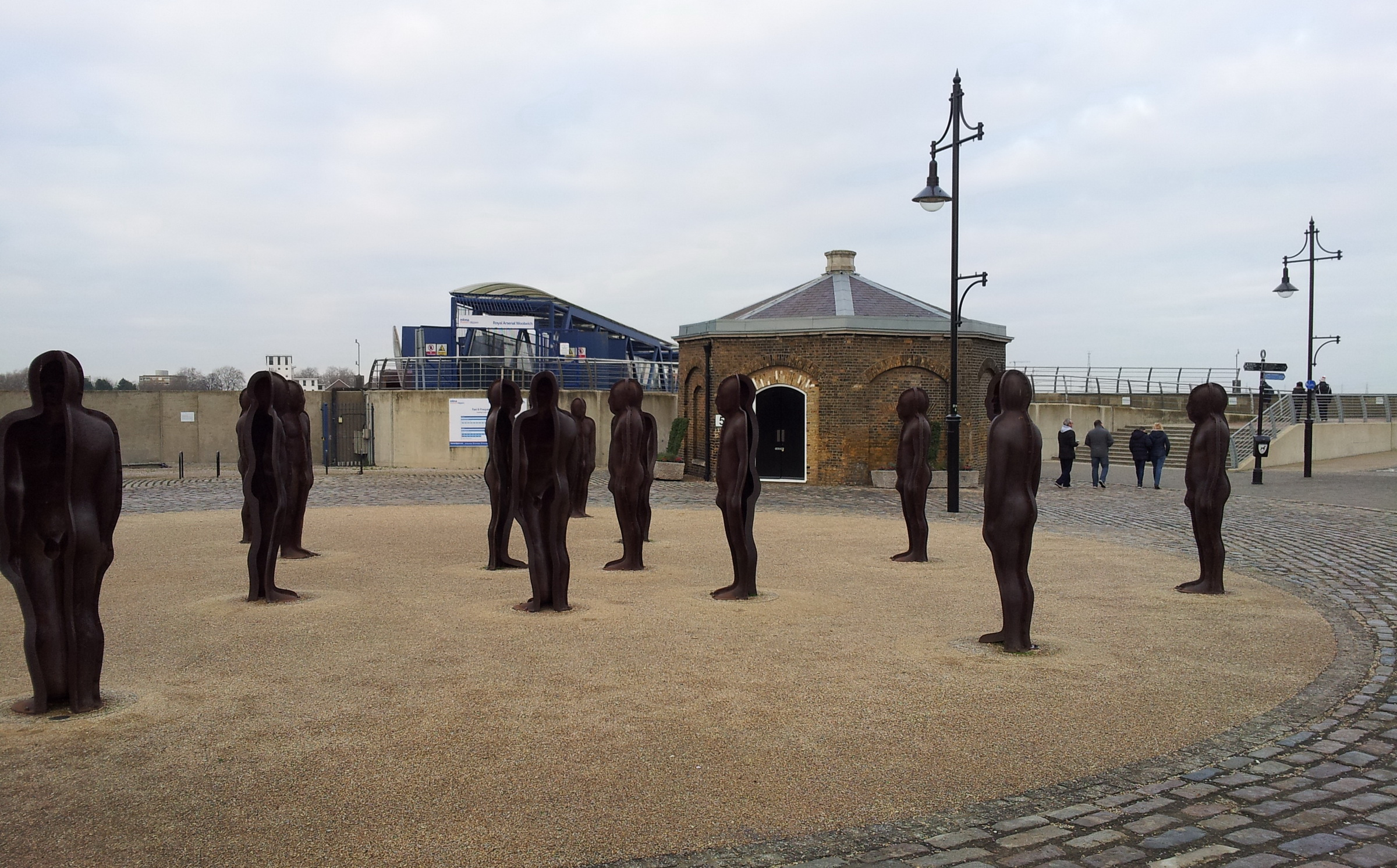
Plein aan de Theems in Royal Arsenal met wachthuis en kunstwerk

Eeuwenlang werd het gebied tussen de Theems en het huidige centrum van Woolwich gedomineerd door fabrieken, magazijnen en administratiegebouwen. Na de sluiting van het Royal Arsenal in 1994 begon de restauratie van een aantal historische gebouwen, waaronder de oude Royal Military Academy, de Royal Brass Foundry en het Grand Storehouse. Op het terrein is een museum voor lokale geschiedenis gevestigd, het Greenwich Heritage Centre (in 2018 tijdelijk gesloten vanwege verhuizing), en was tot 2016 het Royal Artillery Museum gehuisvest. Een vijftal historische magazijnen zijn geschikt gemaakt voor een centrum voor uitvoerende kunsten, Woolwich Works. Interessant is ook het Verbruggen House, een huis dat de Britse regering in 1772 liet bouwen voor de Nederlandse meestergieters Jan en Pieter Verbruggen, die in dienst waren getreden van het Royal Arsenal. Westelijk van het arsenaal, nabij de aanlegsteiger van de Woolwich Ferry, ligt het ronde entreegebouw van de ruim 100 jaar oude Woolwich Foot Tunnel. Hier bevinden zich tevens restanten van oude kademuren, watermen's stairs (trappen langs de aan getijden onderhevige Theems, die dienst deden als loskades) en een steiger van een voormalige kolencentrale. Verder naar het westen ligt het gebied Woolwich Dockyard. Aan het roemruchte verleden van deze scheepswerf herinneren slechts een poortgebouw, enkele administratiegebouwen en een tweetal bassins. In de 19e eeuw werd dit een industrieterrein, waaraan onder andere de historische stoomfabriek met imposante schoorsteen en het Siemenscomplex herinneren. Nog verder naar het westen ligt de Thames Barrier, een modern staaltje techniek. Het Thames Path is een wandel- en fietsroute langs de Theems.

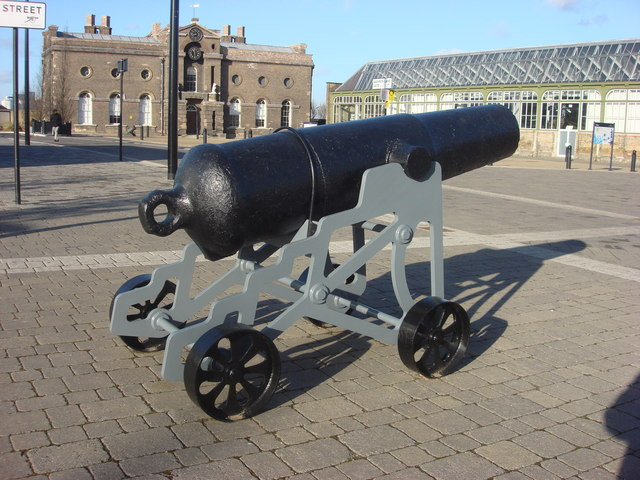
Kanon nabij oude Royal Military Academy
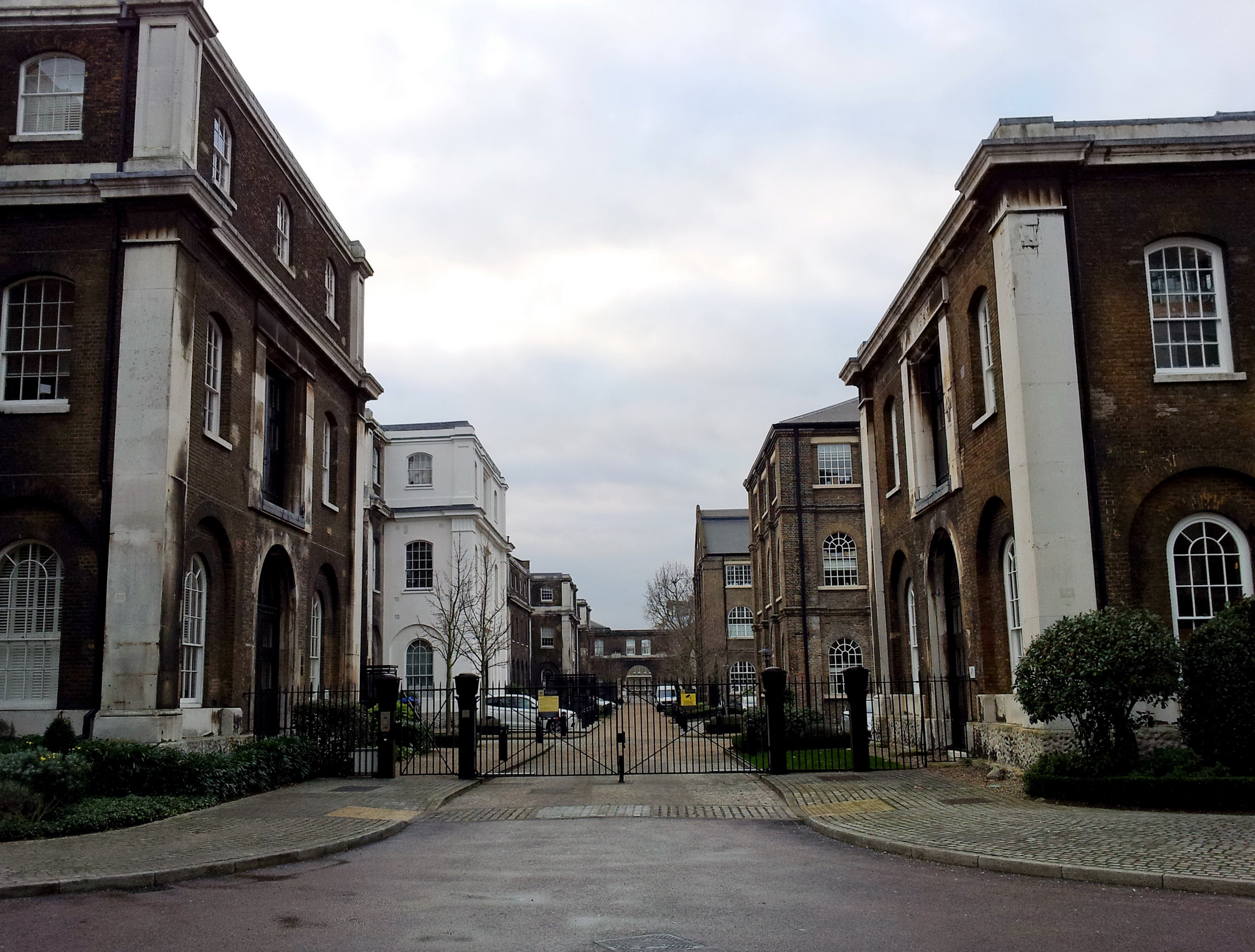
Voormalige magazijnen Grand Store
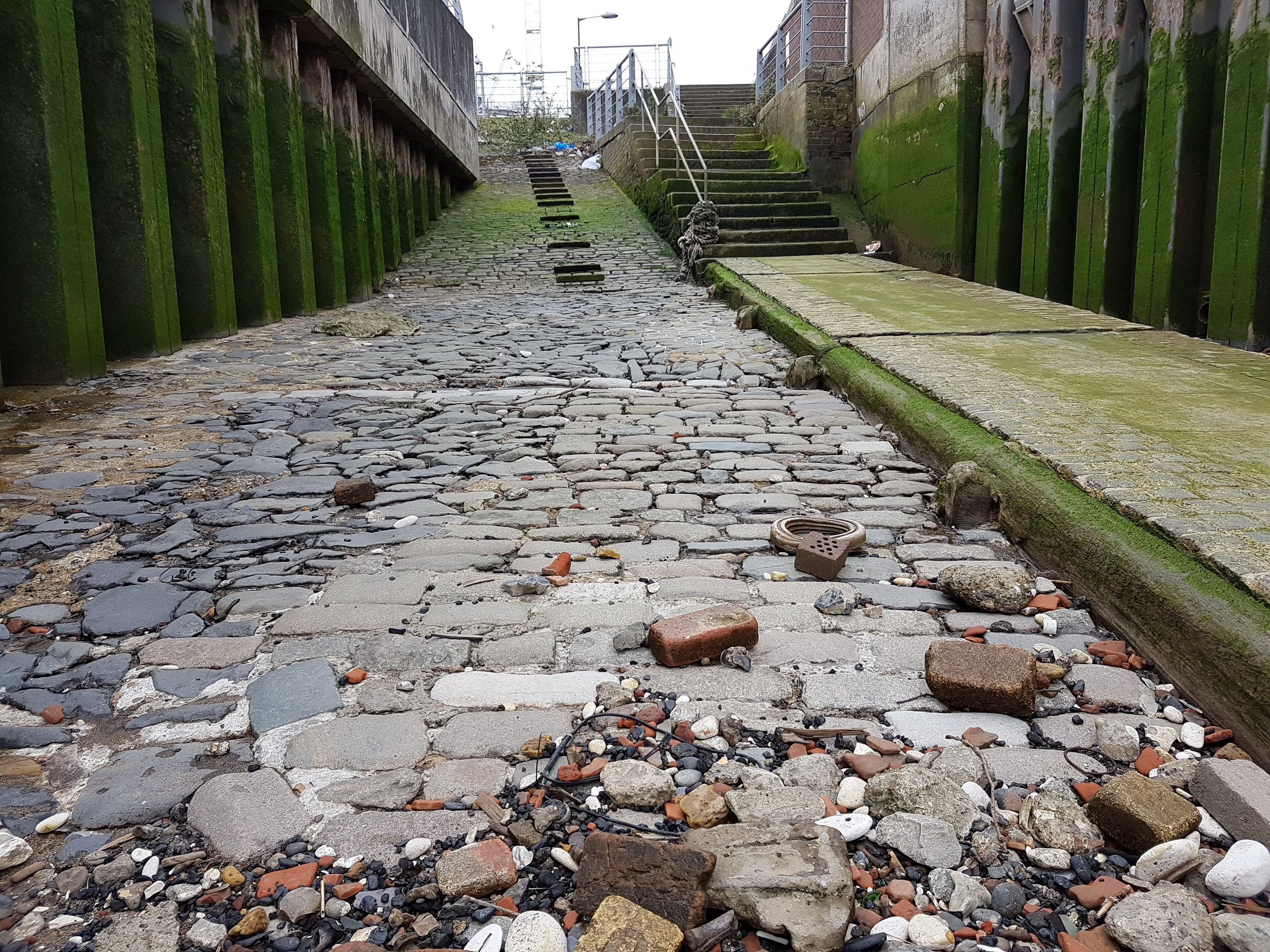
Watermen's stairs
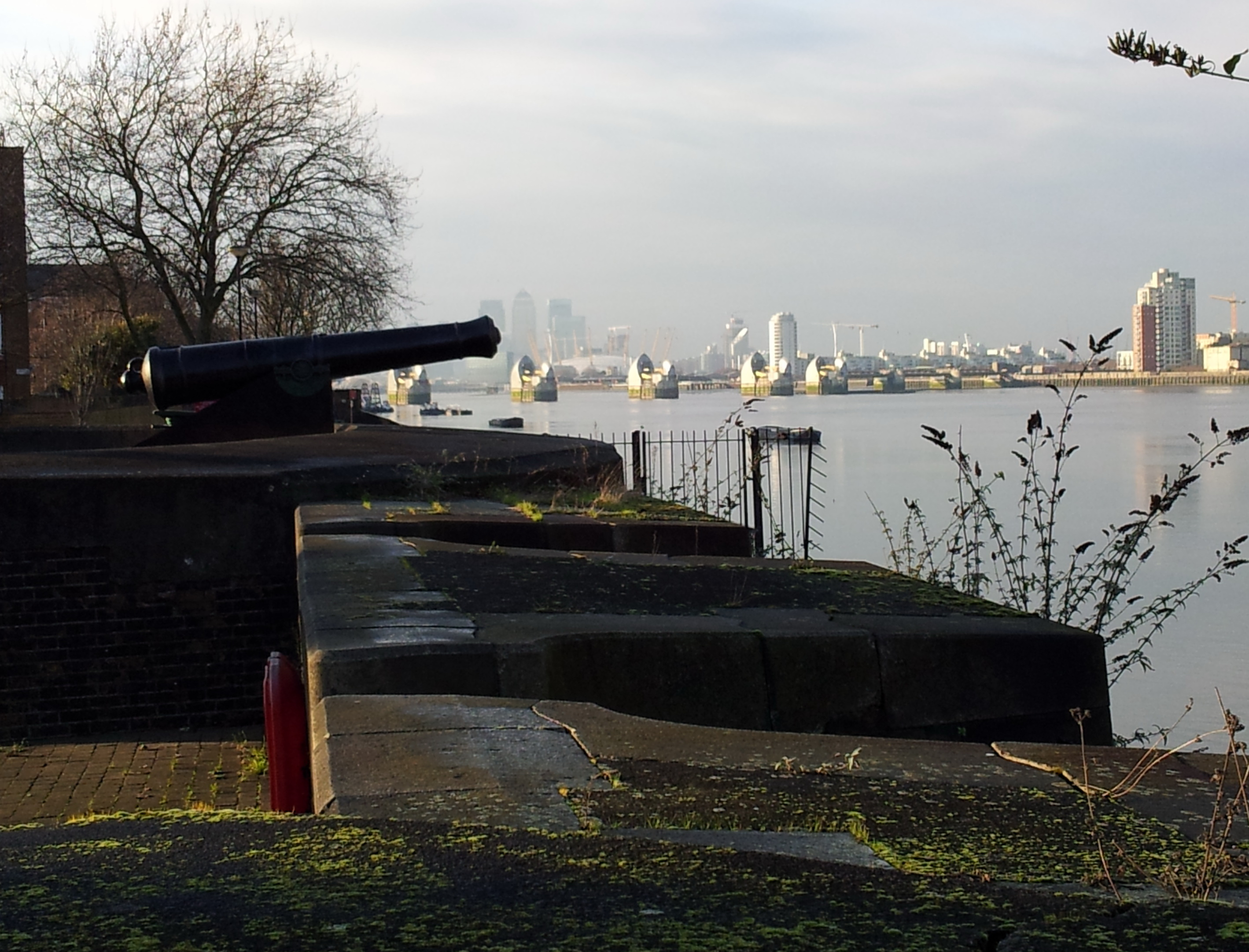
Theems bij Woolwich Dockyard

### Overige militaire gebouwen
Ook elders in Woolwich bevinden zich belangrijke militaire gebouwen, met name rondom Woolwich Common. Het hoofdgebouw van de Royal Artillery Barracks, met een zeer brede, neoclassicistische gevel, dateert uit 1776–1802. Van de garnizoenskerk is na een vernietigend bombardement tijdens de Tweede Wereldoorlog slechts een ruïne over. Een deel van de bijzondere mozaïeken uit 1903 is bewaard gebleven. Aan de westzijde van het kazerneterrein ligt de Rotunda, een 24-hoekig paviljoen met een hoog tentdak van lood. Het gebouw van architect John Nash huisvestte tot 2001 de collecties van het Royal Artillery Museum en doet sinds 2012 dienst als boksring voor de King's Troop, Royal Horse Artillery.
Het oudste gebouw van de Royal Military Academy bevindt zich op het terrein van het Royal Arsenal. Een tweede vestiging aan de oostzijde van Woolwich Common werd vanaf 1796 gebouwd in een vroeg voorbeeld van neogotiek (Mock Tudor). Het tot appartementen verbouwde Royal Herbert Hospital ligt op het hoogste punt van Shooters Hill, tussen Oxleas Wood en Woolwich Common. In de omgeving van Woolwich bevinden zich verschillende gedenktekens, die herinneren aan belangrijke militairen of militaire gebeurtenissen.

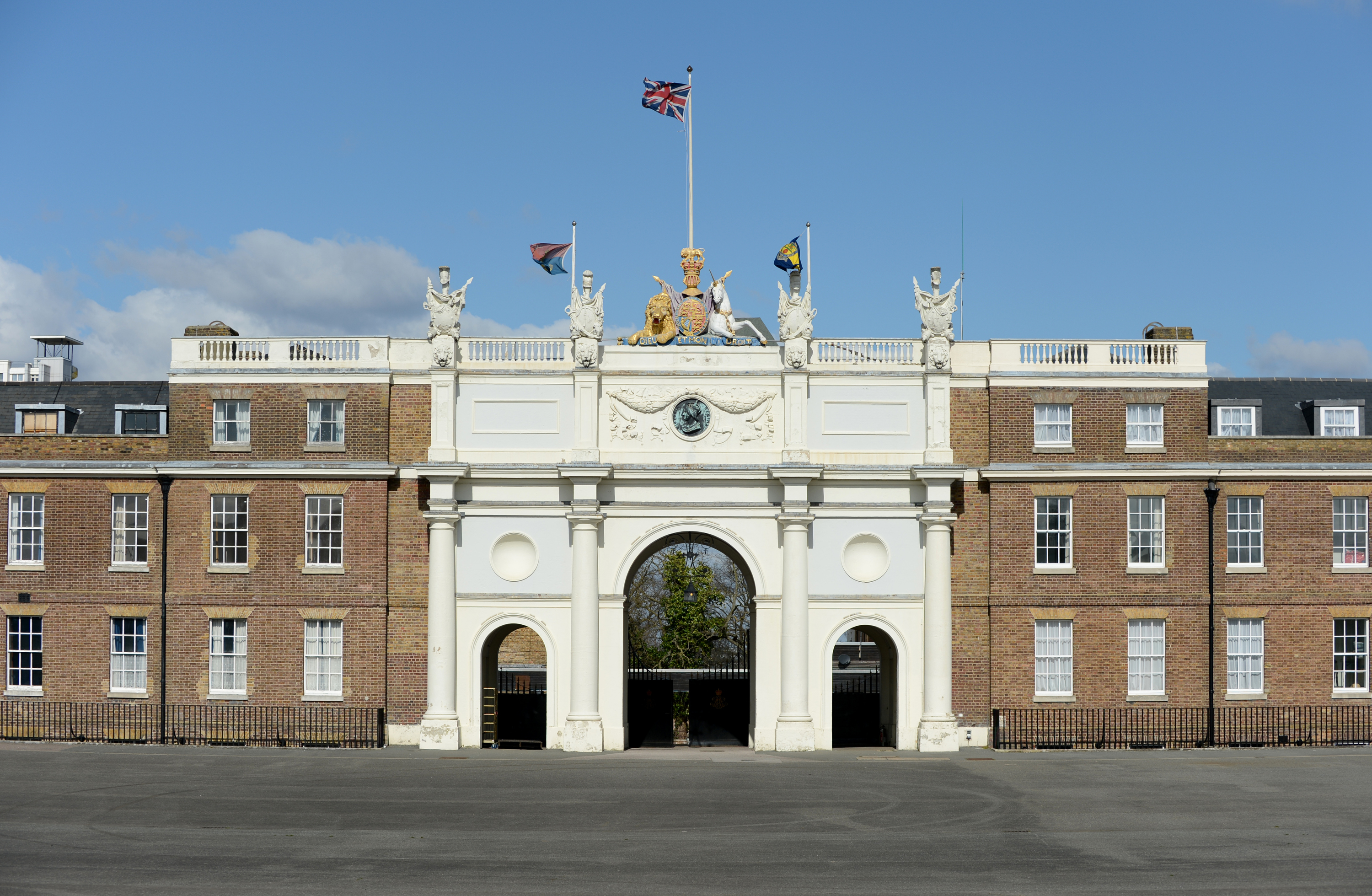
Detail Royal Artillery Barracks
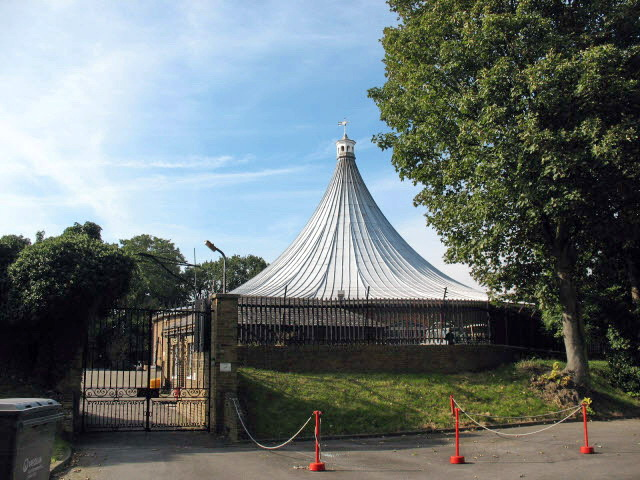
Rotunda
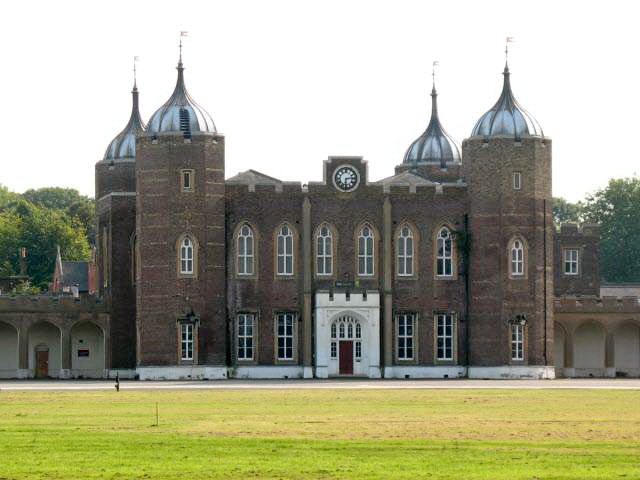
Voormalige Royal Military Academy
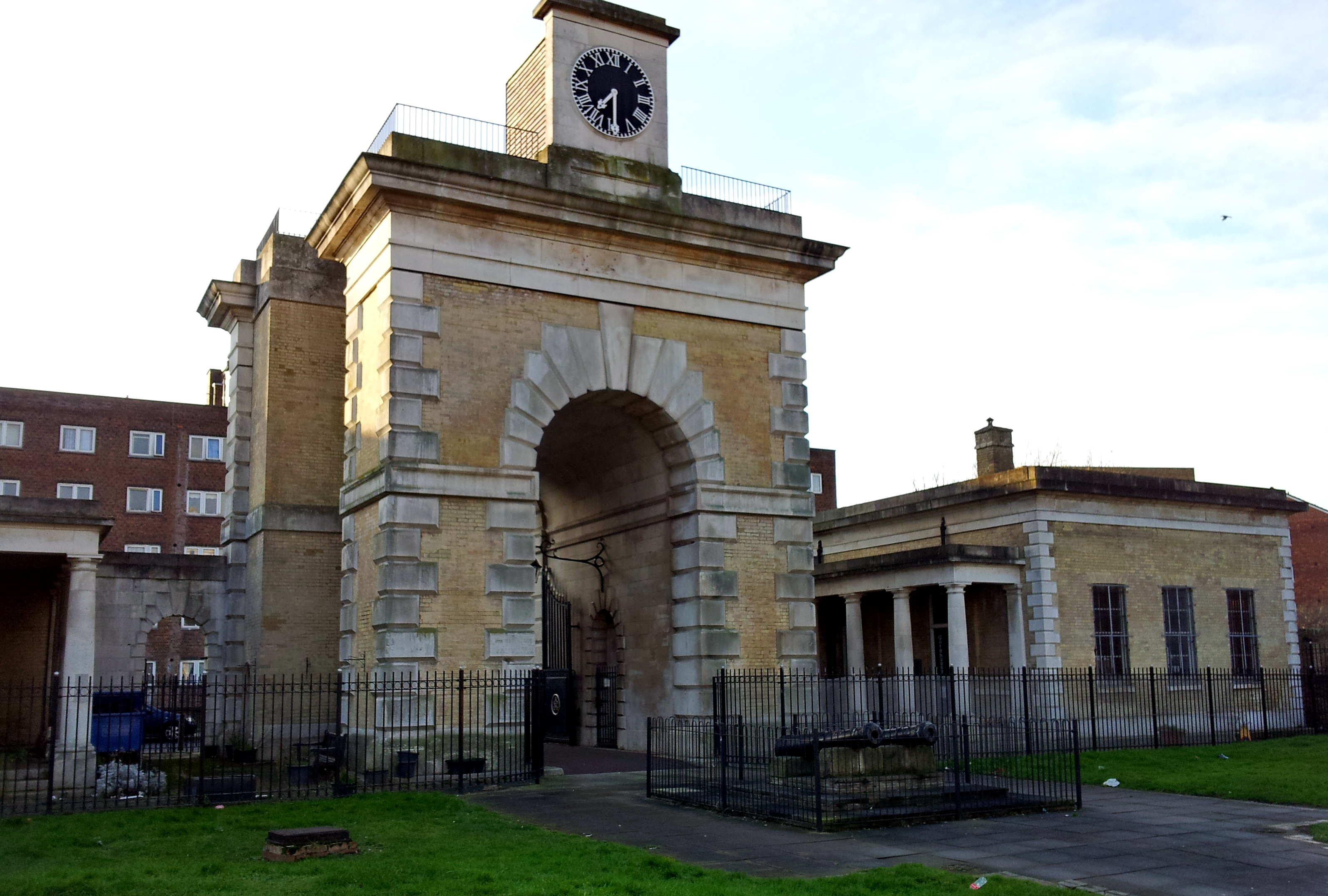
Poortgebouw voormalige Cambridge Barracks

### Groengebieden
In het centrale deel van Woolwich zijn diverse kleine stadsparken te vinden, onder andere enkele nieuw-aangelegde parken en plantsoenen in het Royal Arsenalgebied. Op het voormalige kerkhof van de parochiekerk St Mary Magdalene is in de 19e eeuw een park in romantische stijl met een belvédère aangelegd: St Mary's Gardens. Het zuidelijk van Woolwich gelegen Oxleas Wood is een oud loofbos dat de heuvel Shooters Hill deels bedekt en deel uitmaakt van een groot, naar het zuiden doorlopend groengebied. Shooters Hill Golfcourse, Shrewsbury Park, Eaglesfield Park en Woolwich Common kunnen beschouwd worden als noordelijke uitlopers van dit bos. Vanaf de hoger gelegen open delen heeft men een indrukwekkend uitzicht over Noordoost-Londen of de zuidelijke heuvelrug van de North Downs. Een bijzonder park is het gebied Repository Woods, een voormalig 18e- en 19e-eeuws militair oefenterrein rondom een meertje. Dit park is thans een grade II monument.

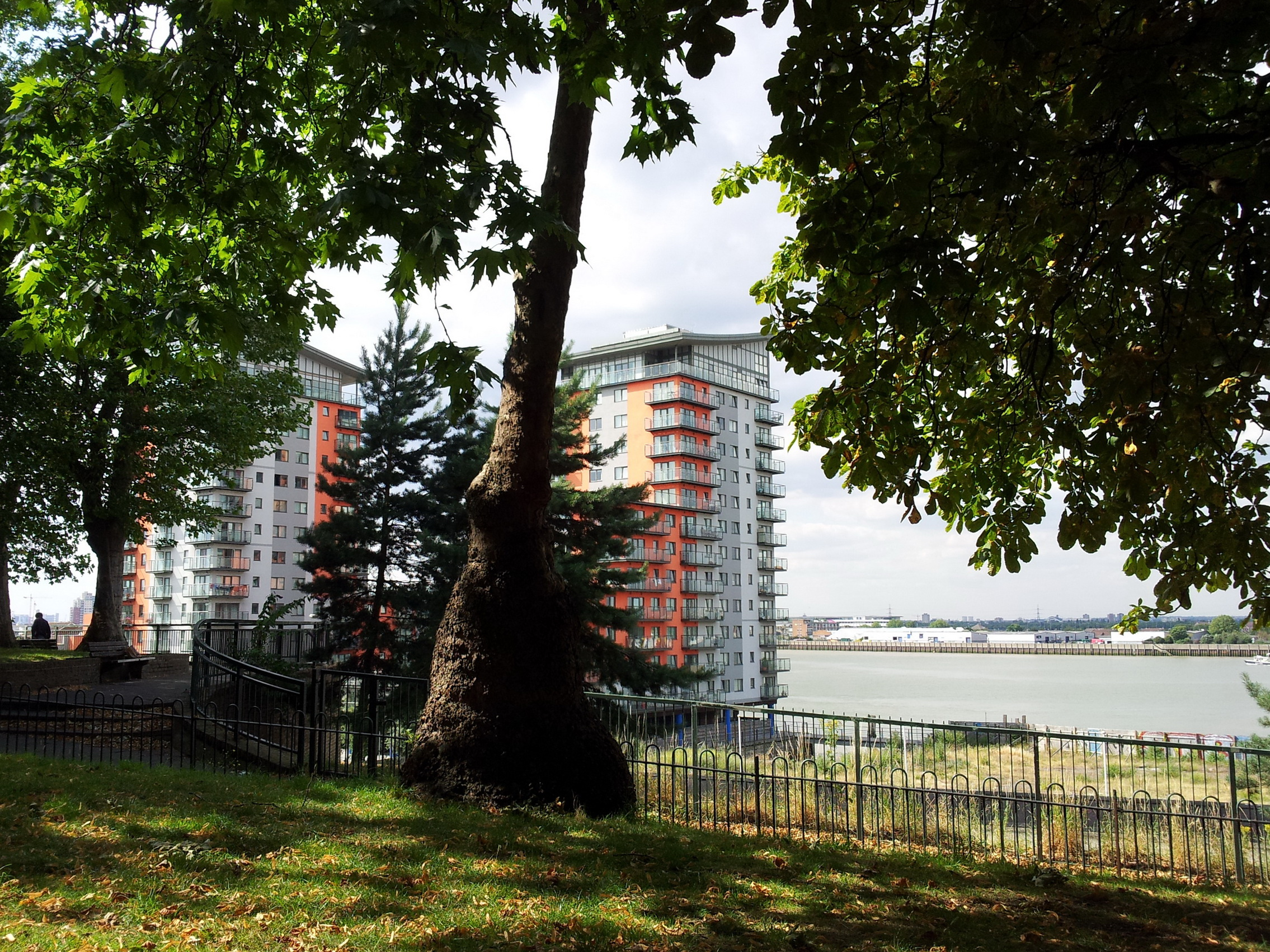
St Mary's Gardens
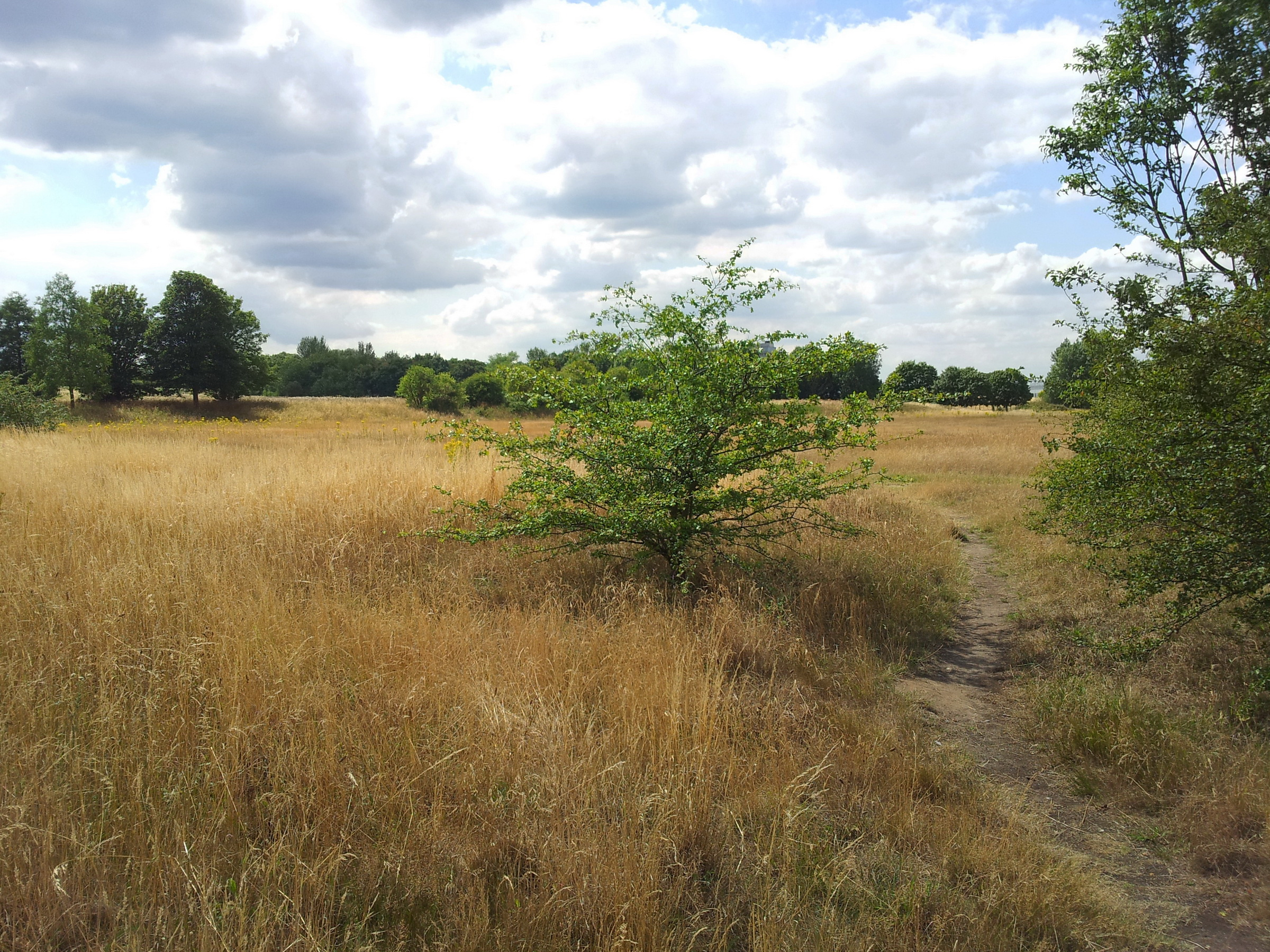
Woolwich Common
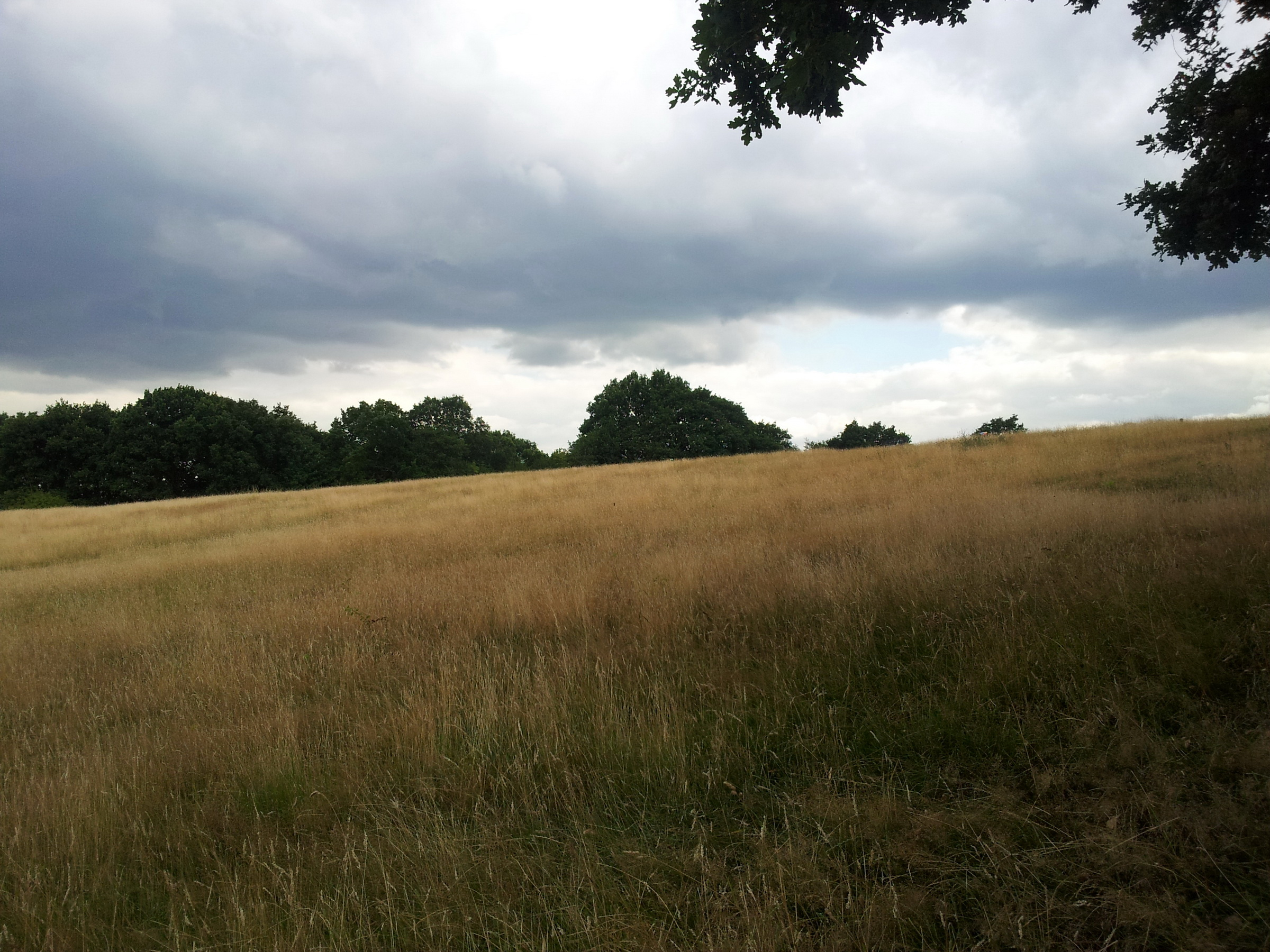
Shrewsbury Park
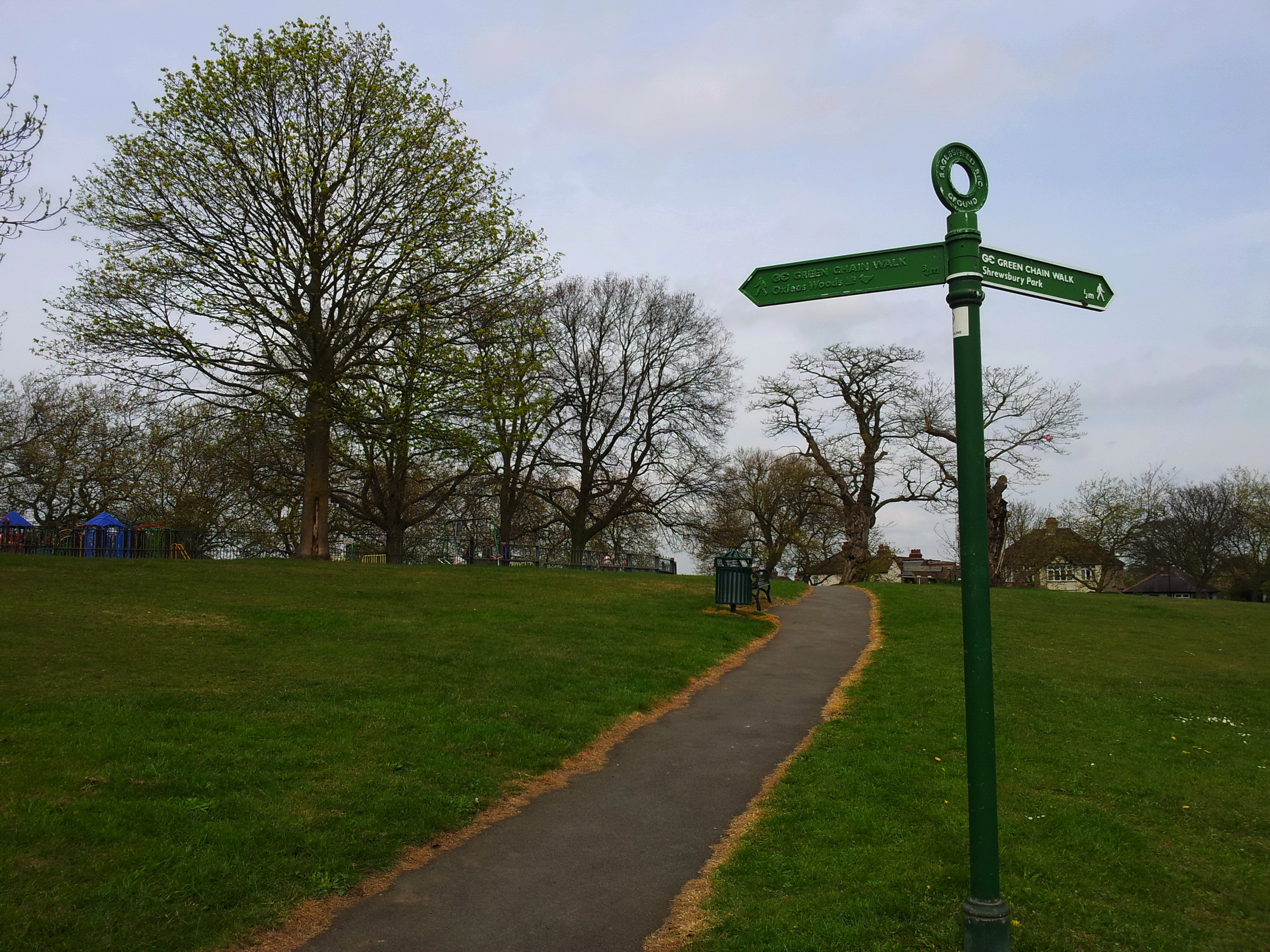
Eaglesfield park

## Sport en recreatie
In 1886 werd in Woolwich de voetbalclub Arsenal FC opgericht, oorspronkelijk bedoeld voor arbeiders van Royal Arsenal. Met de verhuizing van de club naar het Highbury Stadion, verdween het professionele voetbal uit Woolwich. Wel heeft Charlton Athletic FC, dat in de op één-na-hoogste divisie in het Engelse voetbal uitkomt en dat in het vlak bij Woolwich gelegen stadion The Valley speelt, veel aanhang in Woolwich. De lokale clubs Meridian VP F.C. (Woolwich) en Bridon Ropes F.C (Charlton) spelen beide in de Kent Invicta Football League.
Volgens de traditie zou golf in Engeland voor het eerst gespeeld zijn omstreeks 1600 in het vlak bij Woolwich gelegen Blackheath. In 1903 opende Shooters Hill Golfcourse, fraai gelegen op een deels beboste helling van Shooters Hill. Ook cricket kent in Woolwich een lange traditie. De Woolwich Cricket Club was in de tweede helft van de 18e eeuw een van de leidende clubs in Engeland. In het begin van de 19e eeuw ging de club op in de nog bestaande Royal Artillery Cricket Club, spelend op Barrack Fields, een deel van Woolwich Common.
De Marathon van Londen voert door Woolwich, onder andere langs de Royal Artillery Barracks en door Royal Arsenal. Tijdens de Olympische Zomerspelen 2012 werd het onderdeel schietsport op het oefenterrein van de Royal Artillery Barracks gehouden.
Door Woolwich voeren enkele langeafstandswandelpaden: het Thames Path, langs de zuidoever van de rivier de Theems, en de Green Chain Walk, een pad dat de natuurgebieden op Shooters Hill verbindt met andere groengebieden in Zuidoost-Londen. Het Waterfront Leisure Centre, gelegen aan de Theems bij de ingang van de Woolwich Foot Tunnel, biedt mogelijkheden tot zwemmen, fitness en andere activiteiten. Vlakbij ligt een skatebaan. In het Dockyard-gebied bevindt zich een klimhal en vechtkunstcentrum.
De stad, die in de jaren 1960 nog vier bioscopen telde, heeft tegenwoordig geen bioscoop meer. In 2021 opende Woolwich Works, een theatercomplex gevestigd in diverse historische gebouwen in Royal Arsenal. Hier hebben tevens enkele muziek-, dans- en theatergezelschappen hun basis (National Youth Jazz Orchestra, Chineke! Orchestra, Protein en Punchdrunk). The Tramshed Young People's Theatre in het centrum van Woolwich organiseert danscursussen en andere activiteiten voor jongeren. Ook zijn er een aantal community centres, waar lokale verenigingen gebruik van maken.

## Onderwijs
In 1892 werd in Woolwich het Woolwich Polytechnic College opgericht, aanvankelijk een beroepsopleiding, later een hogere technische opleiding. Het in het centrum van Woolwich gevestigde instituut, na enkele fusies Universiteit van Greenwich geheten, verhuisde in 2001 naar het Royal Naval College in Greenwich. In Woolwich zijn nog slechts enkele kleinere afdelingen gevestigd.
De Academy of Performing Arts in Royal Arsenal is een musical- en dansopleiding. De South London Academy, gevestigd in het Woolwich Equity gebouw, biedt diverse beroepsopleidingen. Plumstead Manor, Charlton Park Academy en Greenwich Free School zijn de belangrijkste middelbare scholen in Woolwich. De stad telt een 25-tal basisscholen.

## Economie

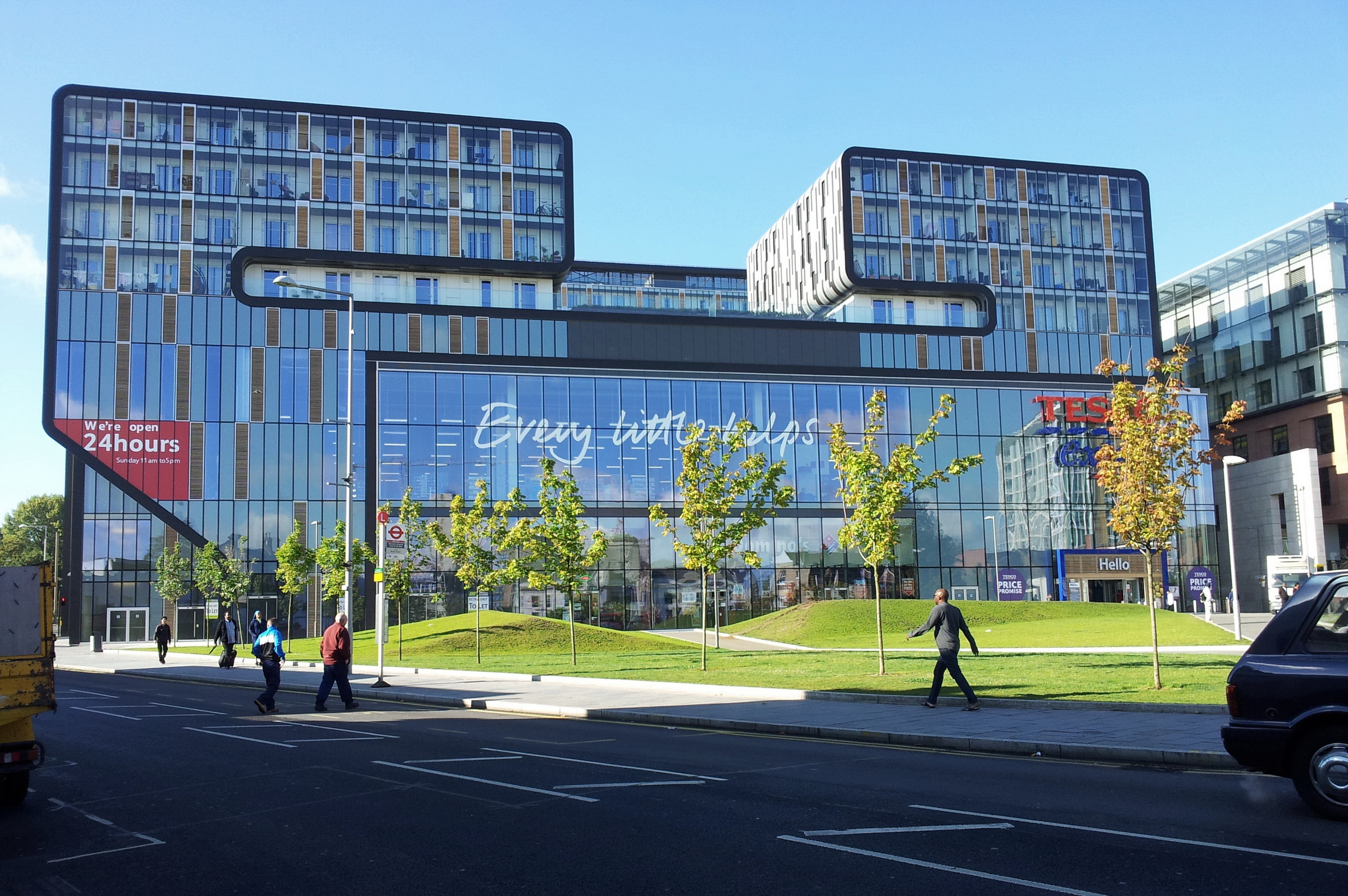
Tesco-hypermarkt in Woolwich

De eens bloeiende scheepsbouw en wapenindustrie, die aan tienduizenden arbeiders in Woolwich werk boden, zijn geheel verdwenen. Van de militaire werkgevers is alleen de Royal Artillery overgebleven. Een ander belangrijk verlies was de verplaatsing van het hoofdkantoor van de Woolwich Building Society naar Bexleyheath in 1989. Deze in 1847 in Woolwich opgerichte hypotheekbank had in 1970 ongeveer 1500 mensen in dienst. In 2000 werd het bedrijf overgenomen door Barclays. Door de economische malaise sloten ook veel winkelbedrijven hun vestiging in Woolwich, waardoor de stad begin jaren 1990 een desolate indruk maakte.
Met de komst van nieuwe railverbindingen (DLR en Crossrail) is sinds 2000 een nieuwe ontwikkeling ingezet, waardoor er weer volop geïnvesteerd wordt in Woolwich. De sterk verbeterde verbindingen met het Londense zakencentrum, Canary Wharf en City Airport, hebben ervoor gezorgd dat Woolwich – met name het Royal Arsenal gebied – een gewilde woonlocatie is geworden. In het kielzog van de nieuwe bewoners, meest forensen, volgden ook enkele bedrijven. Vanaf 2010 zijn in het stadscentrum verschillende grote projecten gerealiseerd, waaronder de bouw van een groot wooncomplex aan het belangrijkste plein van de stad met onder meer de grootste Tesco-hypermarkt van Europa.
Een belangrijke werkgever is de Royal Borough of Greenwich, waarvan de belangrijkste kantoren in het centrum van Woolwich zijn gevestigd, onder andere in het historische stadhuis.

## Verkeer en vervoer

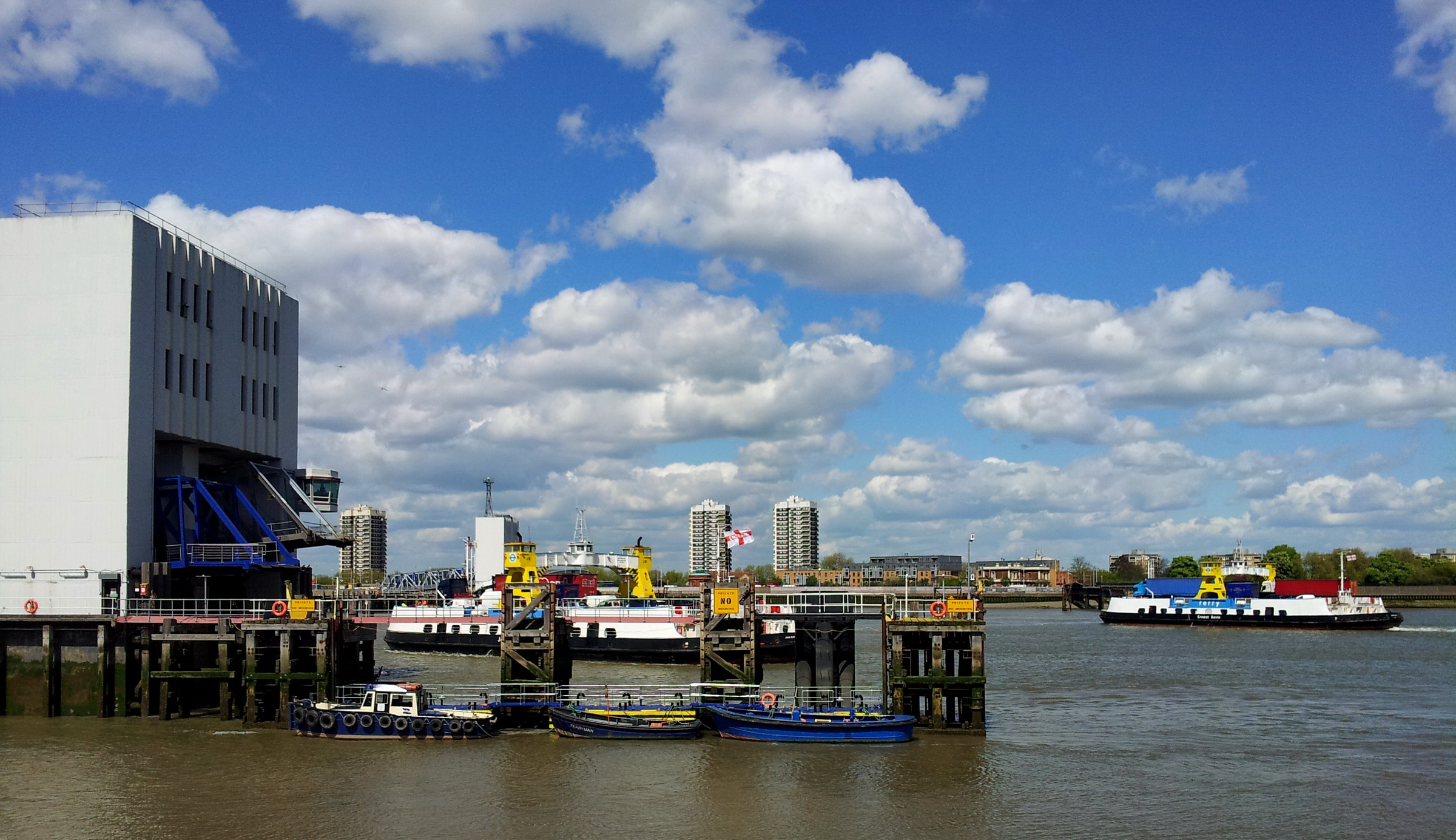
De Woolwich Ferry in bedrijf

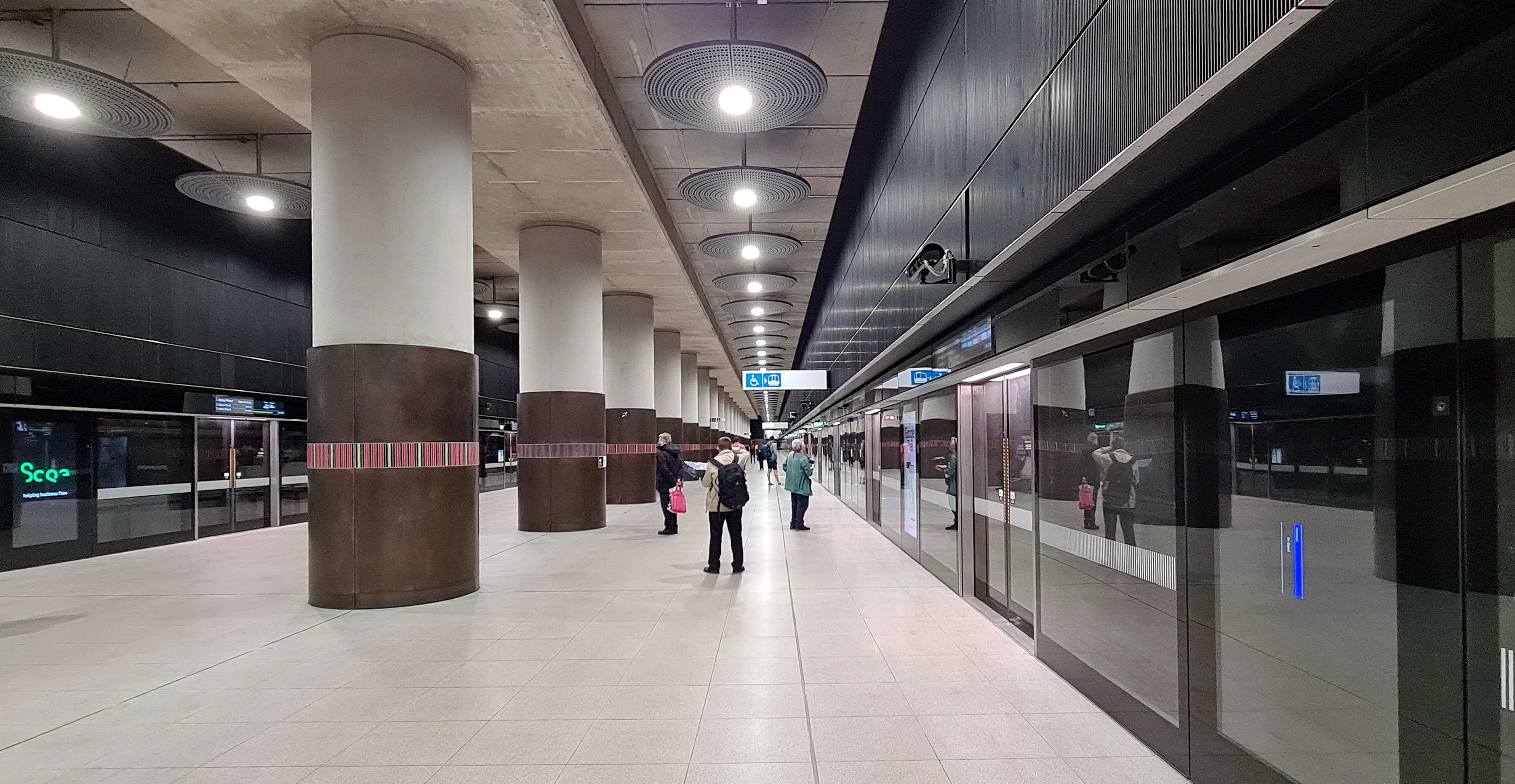
Station Woolwich in 2022

De voornaamste verkeerswegen in Woolwich zijn de A205, ook South Circular Road genoemd, en de A206. Laatstgenoemde weg is de belangrijkste oost-westverbinding, die in Woolwich een ongelukkige barrière vormt tussen het stadscentrum en het rivierfront. De South Circular Road kruist bij Woolwich de Theems via de Woolwich Ferry, een frequente veerdienst waarvan met name het vrachtverkeer veel gebruikmaakt, wat regelmatig voor lange files zorgt. Voor voetgangers (en fietsers, hoewel er officieel niet gefietst mag worden) is er sinds 1912 de Woolwich Foot Tunnel. Op de Theems zelf bestaat sinds enige jaren een veerdienst met waterbussen tussen de City, Canary Wharf en Woolwich Arsenal Pier (RB1 en RB6).
Station Woolwich Arsenal is een spoorwegstation met drie entreegebouwen: één voor de perrons van de North Kent Line en twee voor de Docklands Light Railway (DLR). Via het netwerk van Southeastern is Woolwich verbonden met onder andere Greenwich, Lewisham, London Bridge, Charing Cross en diverse plaatsen in Kent. Het station is sinds 2009 tevens het begin- en eindpunt van een van de vertakkingen van de DLR met frequente diensten met onder andere London City Airport, Stratford en Bank.
In 2022 opende de Elizabeth line (voorheen Crossrail genoemd), waardoor Woolwich een zeer snelle, deels ondergrondse spoorverbinding kreeg met enkele van de belangrijkste knooppunten in Centraal-Londen, alsmede de luchthaven Heathrow. Het Station Woolwich was oorspronkelijk niet gepland vanwege de hoge investeringen (£ 162 miljoen), maar is er dankzij de inspanningen van de gemeenteraad van Greenwich en de projectontwikkelaar van het gebied Royal Arsenal toch gekomen.
Een vijftiental buslijnen verzorgt het openbaar vervoer op lokaal niveau.

## Bekende inwoners

### Geboren
- Richard Lovelace (1618–1657), dichter
- Henry Maudslay (1771–1831), werktuigbouwkundige, gereedschapsmaker, uitvinder
- Charles George Gordon (1833–1885), generaal – naar hem is het centrale plein van Woolwich genoemd
- William Christie (1845–1922), astronoom
- Flora Shaw (1852–1929), journaliste
- Frederick Haultain (1857–1942), Canadees staatsman
- Jon Hiseman (1944-2018), drummer
- Julian Bailey (1961), autocoureur
- Lesley Vickerage (1961), actrice
- Ian Wright (1963), voetballer
- Ray Richardson (1964), kunstenaar

### Elders geboren
- Samuel Pepys (1633–1703), kroniekschrijver, woonde in Woolwich tijdens de pestepidemie van 1665
- Jan Verbruggen (1712–1781), meestergieter, werkte vanaf 1770 met zijn zoon Pieter in het Royal Arsenal
- Charles Hutton (1737–1823), wiskundige, woonde van 1773(?) tot zijn dood in Woolwich
- Thomas Paine (1737–1809), filosoof, dreef rond 1760 een winkel in Woolwich
- Joseph Grimaldi (1778–1837), pantomime clown, leefde in Woolwich in de jaren 1830
- Keith Milow (1945), schilder, beeldhouwer, woont in Woolwich sinds 2014
- Boy George (1961), popmusicus, groeide op in Woolwich
- James Marsh (1963), filmregisseur, opgegroeid in Woolwich
- Merveille Lukeba (1990), acteur, opgegroeid in Woolwich